# Schlacht um die Bretagne
Luftkrieg · Seekrieg
Neptune · Caen · Carentan · Cherbourg · Saint-Lô · Cobra · Bretagne · Lüttich · Falaise · Paris
Die Schlacht um die Bretagne während des Zweiten Weltkriegs war die Fortsetzung der Operation Cobra, die zum Ausbruch der US-Armee aus dem Brückenkopf in der Normandie führte. Sie begann am 1. August 1944 und dauerte durch die Belagerung der von den Deutschen zu Festungen erklärten Städte Lorient und Saint-Nazaire bis Kriegsende im Mai 1945.
Zwar waren die eigentlichen Kampfhandlungen bis etwa Ende September 1944 weitgehend beendet, und ein Großteil der US-amerikanischen Einheiten wurde zur Front nach Osten verlegt. Jedoch musste eine kleinere Belagerungsstreitmacht dort vorgehalten werden, weil sich die deutschen Festungskommandanten in Lorient und St. Nazaire weigerten, zu kapitulieren. Aufgrund der stark befestigten Stadtmauern und der Versorgung der Verteidiger durch deutsche U-Boote vom Atlantik aus war absehbar, dass die Städte nicht erobert werden konnten. Die Bretagne selbst konnte von Mitgliedern des französischen Widerstands, der Résistance, gesichert werden.

## Vorgeschichte

### Die Bretagne unter deutscher Besatzung
Die deutsche Wehrmacht besetzte im Verlauf des Westfeldzugs Nordfrankreich und damit auch die Bretagne. Rennes fiel am 18. Juni 1940 und nur einen Tag später waren die deutschen Truppen in Brest. Damit war die Bretagne fast kampflos an die Deutschen gefallen.
Die bretonische Küste wurde Bestandteil des Atlantikwalls und die wichtigen Hafenstädte zu Festungen ausgebaut. In Brest, Lorient und Saint-Nazaire entstanden große U-Boot-Bunker, die als Stützpunkte für die in der Atlantikschlacht eingesetzten deutschen U-Boote dienten. Der Bunker in Brest war der weltweit größte, der je gebaut wurde.
Trotz vieler Opfer in der eigenen Bevölkerung durch die deutschen Besatzer sahen einige Bretonen in der Zusammenarbeit mit den faschistischen Deutschen den Weg zur Unabhängigkeit, dessen Bestreben bis in das erste Jahrtausend zurückgeht. Die radikalsten Nationalisten der „Nationalistischen Bretonischen Partei“ (Parti National Breton – PNB) und deren Untergrundorganisation „Gwen ha du“ wirkten daran mit.
1943/44 wurde Bezen Perrot (auch als bretonischer Waffenverband der Waffen-SS bezeichnet) als eine Einheit bretonischer Nationalisten ins Leben gerufen, die 1944 vom Sicherheitsdienst (SD) in der Bretagne als Hilfstruppe eingesetzt wurde. Der katholische Priester und Abt Jean-Marie Perrot, der ein Sympathisant der bretonischen Befreiungspartei PNB war, gründete sie mit Unterstützung der Sipo/SD. Bezen Perrot war eine Splittergruppe der Kadervenn, einer bretonischen nationalistischen Organisation. Der Name Bezzen Perrot wurde von Ael Péresse geprägt. Nach Perrots Tod im Dezember 1943 erfolgte unter Célestin Lainé eine Reorganisation der Gruppe unter dem Namen Bezen Kadoudal. 60 bis 80 Freiwillige waren ab März 1944 an Anschlägen auf die französische Résistance beteiligt. Zu Beginn des amerikanischen Vormarsches tauchten einige Mitglieder unter, und eine große Gruppe schloss sich dem deutschen Rückzug nach Ostfrankreich an. Die Zurückgebliebenen kamen in deutsche Spezial-SD-Einheiten und aktive Waffen-SS-Einheiten wie die SS-Sturmbrigade Frankreich und wurden an die Ostfront verlegt.

### Die Operation Overlord

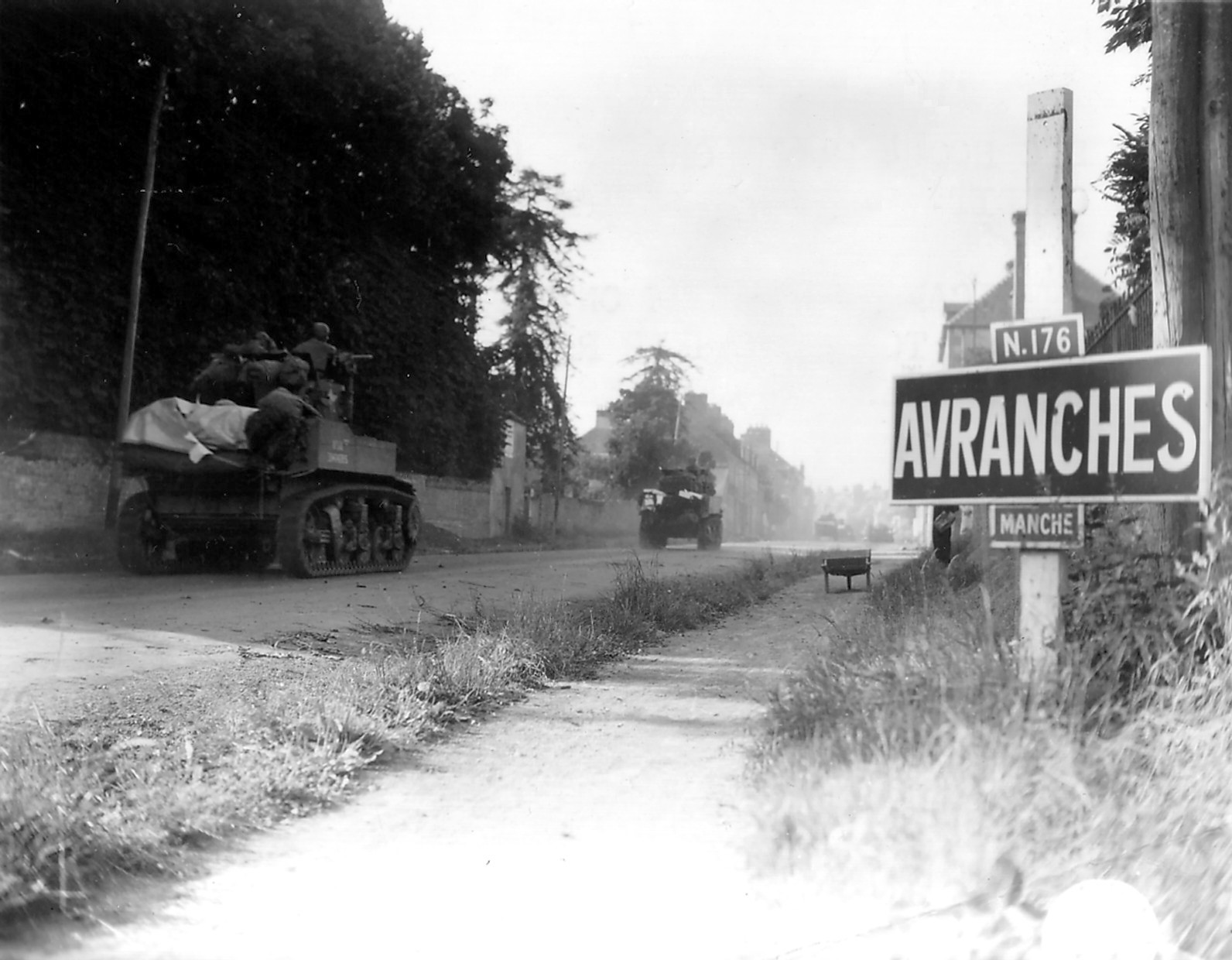
Amerikanische Panzer rollen durch Avranches

Nach der Einnahme der Hafenstadt Cherbourg am 27. Juni 1944, deren wichtige Hafenanlagen von den Deutschen stark zerstört worden waren, und dem anschließend erfolgten amerikanischen Ausbruch aus dem Overlord-Brückenkopf wurde die Stadt Avranches, die den Eingang in die Bretagne darstellt, am 30. Juli von General George S. Pattons neu gebildeter 3rd US-Army eingenommen. Die nun für das weitere Gelingen des Vormarsches in Richtung Deutschland sehr wichtig gewordenen Häfen in der Bretagne sollten ursprünglich von der kompletten 3rd US-Army erobert werden. Ein entsprechender Bestandteil des Overlord-Plans war die Errichtung eines neuen großen amerikanischen Hafens in der Bucht von Quiberon. Die Planer mussten davon ausgehen, dass es den Deutschen gelingen würde, die Atlantikhäfen vor der Besetzung durch US-Truppen zu zerstören. In der letzten Stufe sollte sich die 3rd US-Army nördlich der Loire aufstellen, um in Richtung Osten vorzurücken.
Da sich aber gezeigt hatte, dass der deutsche Widerstand auf weiter Front zusammengebrochen und die deutsche 7. Armee weitestgehend zur Verteidigung der Normandie abgezogen worden war, entschloss sich Dwight D. Eisenhower dazu, nur das VIII. US-Corps weiter in die Bretagne zu schicken und mit den anderen Kräften den Kampf in Richtung Osten aufzunehmen. Überraschenderweise fiel den Amerikanern die Brücke bei Pontaubault über die Sélune (7 km südlich von Avranches) unbeschädigt in die Hände, so dass es Patton gelang, innerhalb von nur drei Tagen sieben komplette Divisionen mit etwa 100.000 Soldaten und 10.000 Fahrzeugen über die Brücke in die Bretagne zu führen.
Als Hitler in Berlin von der Lage an der Westfront erfuhr, erklärte er unverzüglich die Atlantikhäfen zu Festungen und ordnete an, diese bis zum letzten Mann zu verteidigen. General Wilhelm Fahrmbacher, der zum 1. August der Oberbefehlshaber der deutschen Truppen in der Bretagne wurde, zog daraufhin die verfügbaren Einheiten in die Hafenstädte zurück. In Brest, Lorient und Saint-Nazaire bereiteten sich die deutschen Schiffe und U-Boote auf ein schnelles Auslaufen vor.

## Kampf um die Bretagne

### Der Vormarsch

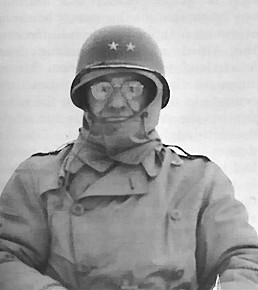
Generalmajor Troy H. Middleton

Um die deutschen Nachschubverbindungen zu kappen, beorderte General Troy H. Middleton die 4th US-Armored Division (4. Panzerdivision) in Richtung Süden zur Bucht von Quiberon. Die 6th US-Armored Division (6. Panzerdivision) erhielt den Befehl, schnellstmöglich direkt in die Bretagne bis nach Brest vorzustoßen. Middleton, der eigentlich beabsichtigt hatte, mit seinen Einheiten nach Westen zu gehen, wurde von Patton angewiesen, im Hauptquartier zu bleiben. Als Resultat dieser Entscheidung verlor Middleton schon bald den Kontakt zu seinen in hohem Tempo vorrückenden Divisionen. Mit dem hohen Marschtempo waren auch logistische Probleme verbunden. Eine adäquate Belieferung der Einheiten mit Nachschubgütern, vor allem Munition, könnte erst wieder gewährleistet werden, wenn der Vormarsch zum Stehen kam.
Die Panzer und Fahrzeuge des VIII. Corps durchquerten mit hoher Geschwindigkeit die Bretagne. So berichtete ein alliierter Soldat einer Versorgungseinheit, der in der Bretagne kämpfte:

“Within a couple of days we were passing out rations like Santa Claus on his sleigh, with both giver and receiver on the move. The trucks were like a band of stage coaches making a run through Indian territory. We got used to keeping the wheels going, disregarding the snipers, and hoping we wouldn’t get lost or hit.”

„Innerhalb einiger Tage gaben wir die Rationen aus wie der Weihnachtsmann auf seinem Schlitten; Ausgeber und Empfänger in voller Bewegung. Die Lkw erinnerten an die Planwagen der Siedler, die durch ein Indianerterritorium rasten. Wir versuchten, die Räder am Rollen zu halten, während wir die Scharfschützen links liegen ließen und darauf hofften, weder getroffen zu werden noch uns zu verirren.“

Die alliierten Kommandeure befahlen ein schnelles Vorrücken. Da sich die Deutschen in die Häfenstädte zurückgezogen hatten, trafen die Amerikaner im freien Gelände kaum auf Widerstand. An den Straßen standen französische Zivilisten und winkten ihnen zu. Die Kinder riefen nach Kaugummi, Schokolade und Bonbons, die die Besatzungen der Fahrzeuge ihnen zuwarfen.
Am 2. August schloss die 4th US-Armored Division die bretonische Stadt Rennes ein und begann am 7. August die Belagerung von Lorient. Damit war die Bretagne von Osten her nur durch einen amerikanischen Sperrgürtel zu erreichen. Die 6th US-Armored Division war nach fünf Tagen die rund 230 Kilometer von dort bis nach Brest vorgedrungen und erreichte die Außenbezirke der Stadt am 7. August. Die 83rd US-Infantry Division versuchte ab dem 5. August, die nördliche Hafenstadt St. Malo freizukämpfen.

### Die Rolle des französischen Widerstands sowie alliierter Spezialtruppen

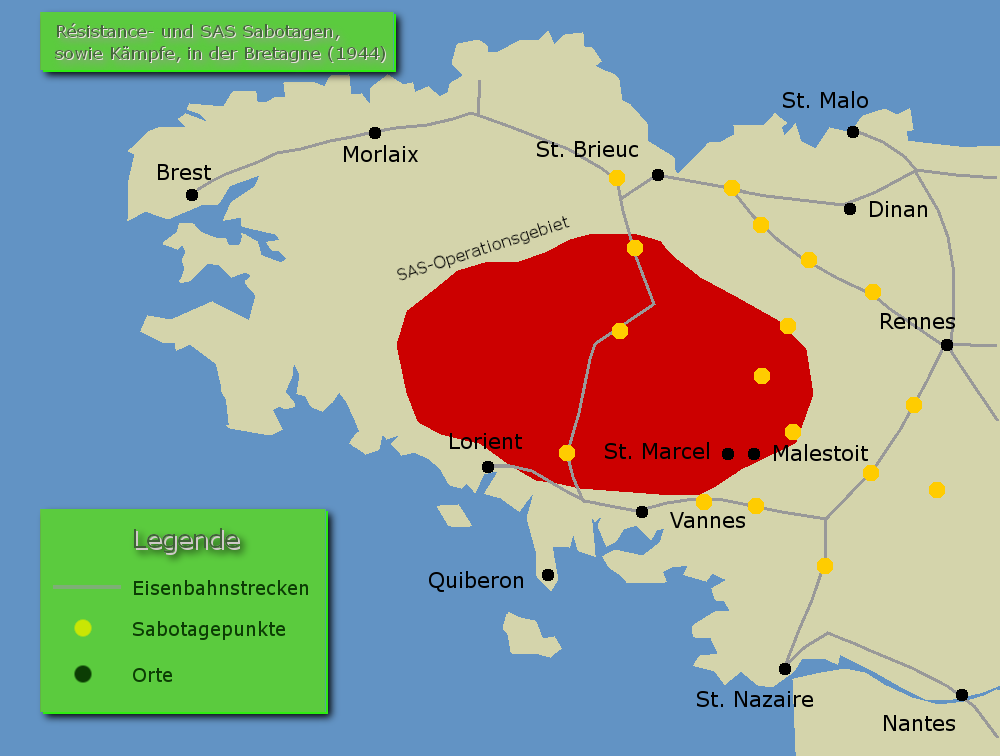
Die Operationen und Sabotagen der SAS-Truppen und Résistancemitglieder in der Bretagne

Auch in der Bretagne war der FFI, die Forces Françaises de L’Intérieur, aktiv, die schon kurz vor D-Day vom in London stationierten französischen Offizier Albert Eon geleitet wurde. Die 20.000 Widerständler in der Bretagne waren allerdings längst nicht so gut ausgestattet wie ihre Kollegen in der Normandie. Sie besaßen nur veraltetes Material, wenig Munition und Waffen. Während der Nacht vom 5. auf den 6. Juni 1944 sprangen im Verlauf der Operation Overlord vier Gruppen des französischen 4th SAS (36 Soldaten) über der südlichen und nördlichen Bretagne ab, um die Stützpunkte „Dingson“, „Samwest“ und „Grog“ zu errichten, von denen die französische Résistance unterstützt werden und Lande- und Absprungzonen für das restliche Bataillon markiert werden sollten. Die Aufgabe des französischen SAS war, alle Kommunikationsleitungen und -wege zu zerstören und Hinterhalte und Sabotageakte vorzubereiten, um die Deutschen zu hindern, in Richtung der Normandie vorzurücken. Die Verbände zogen von Juni bis Juli 1944 durch das Land und rüsteten die örtlichen Mitglieder der Résistance mit Waffen aus. Außerdem trainierten sie mit ihnen den Kampf.
Nacht für Nacht wurden weitere SAS-Gruppen sowie Nachschubgüter im Gebiet von Saint-Marcel, „Dingson“, etwa 35 Kilometer nordöstlich von Vannes, eingeflogen, wodurch es den alliierten Verbänden gelang, die Sabotage in den meisten Fällen erfolgreich auszuführen. Die SAS-Teams gruppierten in der Gegend etwa 10.000 Résistancekämpfer um sich, die ihnen halfen, ihre Aufgaben zu erfüllen. Am 18. Juni lieferten sich 200 Männer des französischen SAS, zusammen mit vier bewaffneten Jeeps und etwa 2.500 Mitgliedern der Résistance einen Kampf mit schätzungsweise 5.000 deutschen Soldaten, die von Mörsergruppen unterstützt wurden. Die SAS-Truppen sowie die Résistance hielten bis in die Nacht ihre Stellungen, um sich dann im Schutze der Dunkelheit zurückzuziehen. Nach diesen Kämpfen wurden die SAS-Einheiten von den Deutschen mit allen Mitteln gejagt, weshalb es vielen nicht gelang, am Leben zu bleiben. Heute erinnert ein Museum in Saint-Marcel an die Kämpfe.
Als der US-Vormarsch nach Westen begann, flogen die Briten mittels Transportmaschinen und Gleitern modernes Gerät in die Bretagne und warfen es mit Fallschirmen ab. Die 2nd Squadron des 3rd SAS wurde in die Bretagne eingeflogen, um die Männer des 4th SAS abzulösen. Es ergab sich allerdings aus dem amerikanischen Marschtempo mit der Zeit ein Problem. Die Fahrzeuge, Waffen und anderen Nachschubgüter landeten oft in Gebieten, die schon von den Amerikanern überrollt worden waren. Die Résistance musste daher umständlich die Güter zu den vorgesehenen Einsatzorten vor den Amerikanern schaffen.
Trotz der auftretenden Schwierigkeiten hatte die bretonische Résistance ihre Erfolgserlebnisse. Einheiten des FFI griffen mit bewaffneten Jeeps den Flughafen bei Vannes an und konnten ihn nach kurzer Zeit einnehmen. 150 Widerständler eroberten wichtige Eisenbahnbrücken bei Morlaix und FFI-Gruppen geleiteten die US-Fahrzeuge dank ihrer Orts- und Sprachkenntnisse durch die Bretagne.
Der französische SAS (530 Soldaten) verlor während der Kämpfe in der Bretagne 276 Männer (81 Tote, 195 Verwundete).

### Schlacht um Rennes (2. bis 4. August)
Die 4th US-Armored Division unter General John Wood fuhr von Norden auf Rennes zu. In den ländlichen Gebieten wurden sie von winkenden und applaudierenden Bretonen begrüßt, die ihnen auch Wein und Blumen reichten. Gelegentlich ergaben sich einzelne deutsche Soldaten, die gefangen genommen wurden.
Sobald die nähere Umgebung von Rennes erreicht war, wurden die Amerikaner aus einzelnen deutschen Widerstandsnestern beschossen. Dabei gab es einige Verletzte. So kam es 15 Kilometer vor den Außenbezirken von Rennes bei Saint-Aubin-d’Aubigné zu einem deutschen Artillerieangriff auf die Spitze der Fahrzeugkolonne, der die Amerikaner zwang, sich etwa einen Kilometer zurückzuziehen und dort die Nacht abzuwarten. Am nächsten Morgen überflogen einige deutsche Flugzeuge das Areal, konnten aber durch Maschinengewehrfeuer der Alliierten vertrieben werden. Der weitere Vormarsch auf Rennes verlief mit nur leichterer deutscher Gegenwehr, wobei unterwegs immer wieder Gefangene gemacht werden konnten.
In Rennes versuchten die Deutschen einen Flankenangriff auf die einrückenden Amerikaner, die aber die 8th Air Force zur Hilfe riefen. Nach dem Luftangriff ergaben sich scharenweise deutsche Soldaten. Rennes war ab dem 4. August frei von deutschem Widerstand. Rund 2.000 Soldaten der Wehrmacht und SS hatten sich ergeben.
Die 4. US-Panzerdivision fuhr weiter nach Süden und bekam Nantes, Saint-Nazaire und Lorient als ihre nächsten Ziele genannt. Am 6. August eroberten sie mit Hilfe der Résistance Vannes.

### Schlacht um Saint-Malo und Dinard (5. bis 14. August)
Die 83rd US-Infantry Division unter Generalmajor Robert C. Macon, die nach dem Ausbruch aus dem Brückenkopf bei La Cardonière und Feugères stand, bekam den Befehl, Saint-Malo und Dinard einzunehmen. Am 3. August begann sie vorzurücken und erreichte gegen 10:00 Uhr die Stadt Pontorson. Als die Truppen auf der Küstenstraße bei Mont Saint-Michel und Dol-de-Bretagne fuhren, erhielten sie die letzten Einsatzanweisungen und schwenkten nach Saint-Malo.
Während die Amerikaner auf Saint-Malo vorrückten, wurden sie von Angehörigen der Résistance darüber in Kenntnis gesetzt, dass sich noch etwa 10.000 deutsche Soldaten in der Stadt aufhielten. Die amerikanische Aufklärung war von etwa der Hälfte ausgegangen. Tatsächlich waren zu diesem Zeitpunkt noch mehr als 12.000 Deutsche in der Stadt. Später stellte sich heraus, dass sich viele deutsche Soldaten der unterschiedlichsten Truppenteile beim Ausbruch der Amerikaner aus dem Brückenkopf nach Saint-Malo zurückgezogen hatten. Dazu kamen Soldaten von den besetzten englischen Kanalinseln.
Die Stadt wurde nicht nur von dieser unerwartet hohen Zahl an deutschen Soldaten verteidigt, sondern auch von einer weit reichenden Artilleriestellung der Marine-Artillerie-Abteilung 608 auf der vorgelagerten Insel Île de Cézembre, deren Geschütze sich auch auf das Festland richten ließen.
Am 5. August riefen die Amerikaner die französische Bevölkerung auf, die Stadt zu verlassen. Daraufhin versuchten lokale Autoritäten aus Saint-Malo, dem deutschen Stadtkommandanten Oberst Andreas von Aulock, einem Stalingrad-Veteranen, die Kapitulation der historischen Stadt nahezubringen, doch von Aulock lehnte dies strikt ab.
Schon in den kleineren Vorstädten gerieten die anrückenden Amerikaner unter heftiges deutsches Abwehrfeuer, das sie dazu zwang, ihre Fahrzeuge zu verlassen und zu Fuß weiter vorzurücken. In den Außenbezirken von Saint-Malo verstärkte sich die deutsche Gegenwehr. Dennoch gelang es der 83rd US-Infantry Division, stetig weiter vorzurücken. In heftigen Gefechten kämpften sich die Soldaten durch Panzersperren, Stacheldrahtverhaue und Minenfelder, wobei sie unter stetigem Maschinengewehr- und Mörserfeuer lagen. Dazu setzten die Deutschen Panzer und vor allem Scharfschützen ein, welche die Amerikaner immer wieder in Bedrängnis und deren Vormarsch zum Stocken brachten.
Die Stadt Dinard wurde von einer deutschen Kampfgruppe aus Truppenteilen der 77. Infanterie-Division unter Oberst Rudolf Bacherer gehalten. Ab dem Nachmittag des 10. August mussten sie sich gegen den Zangenangriff zweier amerikanischer Regimenter behaupten, der bis zum 13. August andauerte. Oberst Bacherer und weitere 3.496 deutsche Soldaten wurden gefangen genommen.
In Saint-Malo bekämpften die Amerikaner die Deutschen mit starkem, dreitägigem Artilleriebeschuss. Von Aulock hatte sein Hauptquartier in der alten Zitadelle eingerichtet, deren starke Mauern selbst von panzerbrechenden Granaten mit einem Geschossgewicht von 500 kg nicht durchdrungen werden konnten. Die Stadt selbst wurde am 14. August nach der Kapitulation von 657 deutschen Soldaten als gesichert erklärt.
Ein gefangengenommener deutscher Feldgeistlicher wurde in die Zitadelle entsandt, um von Aulock zur Kapitulation zu überreden, doch dieser lehnte ab mit den Worten: „Ein deutscher Soldat kapituliert nicht.“ Daraufhin starteten die Amerikaner eine koordinierte Attacke mit Angehörigen des FFI, die sogar bis auf das Zitadellendach gelangten. Doch sie mussten wieder umkehren, nachdem Artilleriefeuer von der Insel Cézembre und Maschinengewehrfeuer aus dem Innenhof der Zitadelle eröffnet worden war. Eine herbeigerufene Bomberstaffel warf in der Folge Tonnen an Bomben auf die Zitadelle, was aber nicht zu dem erhofften Ergebnis führte. Die Amerikaner brachten daraufhin zwei 203-mm-Artilleriegeschütze in 1,5 Kilometern Entfernung in Stellung und beschossen die Zitadelle auf der Hafenseite und in deren Abluftlöchern. Anschließend begannen sie mit den Vorbereitungen zum Abwurf von Napalm über die Zitadelle. Doch noch vor dem Abwurf kapitulierten die Deutschen am 17. August mit 400 Soldaten. Die Altstadt von Saint-Malo war in der fast zweiwöchigen Belagerungszeit zu fast 80 Prozent zerstört worden.
Die Artilleriestellung auf der Île de Cézembre wurde am selben Tag von den nun umgeleiteten Bombern mit Napalmbomben beworfen und die deutsche Besatzung anschließend zur Kapitulation aufgefordert, was deren Kommandant, Oberleutnant Richard Seuß, jedoch ablehnte. Daraufhin ignorierten die Amerikaner die Insel. Der Großteil der 83rd US-Infantry Division zog in Richtung Loiretal ab, nur das 330th US-Infantry Regiment blieb zurück und wartete auf die deutsche Kapitulation. Am 31. August warfen 24 Lockheed P-38 Napalmbomben auf die Insel, und weitere 300 Bomber bombardierten die Artilleriestellung. Die Deutschen weigerten sich weiterhin zu kapitulieren. Erst am 2. September nach intensivem Artilleriebeschuss von Land und von See durch die Warspite sahen die Deutschen ihre ausweglose Situation ein und ergaben sich.

### Schlacht um Saint-Nazaire (5. August 1944 bis 8. Mai 1945)
In der zur Festung ausgerufenen Hafenstadt Saint-Nazaire befanden sich rund 35.000 deutsche Soldaten, deren Festungskommandant zunächst Generalmajor Maximilian Hünten war. Hünten übernahm im Verlauf der Belagerung am 26. September das Amt des Kampfkommandanten und wurde danach von Generalleutnant Hans Junck als neuer Festungskommandant abgelöst. Mit ihnen in der Stadt befand sich auch Konteradmiral Hans Mirow, der seit Februar 1944 Kommandant der Seeverteidigung Loire war.
Im August wurde die im Hafen liegende 6. U-Flottille aufgelöst und die Schiffe der 7. U-Flottille nach Norwegen verlegt. Eines der erfolgreichsten deutschen U-Boote, U 123, wurde am 19. August in Saint-Nazaire selbstversenkt, weil es nicht fahrfähig war. Es wurde von den Franzosen nach dem Krieg gehoben und noch bis zum Jahre 1959 unter dem Namen Blaison eingesetzt. Das letzte Boot, U 267, verließ den Stützpunkt am 23. September. Nur U 255 lag noch beschädigt im Hafen. Ein Wasserflugzeug, eine Heinkel He 115, brachte im Oktober einige wichtige Teile zur Reparatur des Bootes. Im März 1945 erreichte ein neuer Kommandant für U 255 Saint-Nazaire. Nach einigen kurzen Einsatzfahrten verließ U 255 am 8. Mai 1945 den Hafen und kapitulierte vier Tage später auf offener See. Am 23. April war außerdem U 510 in Saint-Nazaire eingelaufen, das seine Reise von Japan nach Norwegen aus Treibstoffmangel nicht hatte fortsetzen können. Das Boot lag zum Zeitpunkt der Kapitulation noch im Hafen und wurde als Bouan in die französische Marine übernommen.
Die amerikanischen Streitkräfte hatten wie auch in Lorient das Problem (siehe weiter unten), dass die Stadt zu stark befestigt war und die deutschen Verteidiger ein gut ausgebautes Netz an Artilleriestellungen rund um die Stadt aufgebaut hatten. Eine Erstürmung von Saint-Nazaire war somit unmöglich. Es wurde daher der Beschluss gefasst, die deutschen Truppen einzuschließen und an einem Ausbruch zu hindern. Dazu entwickelten die Belagerer ein ausgeklügeltes Patrouillensystem, das das Gebiet um die Stadt weiträumig abdeckte. Auch die Deutschen agierten ähnlich, um Lücken im Belagerungsring auszumachen. Immer wieder trafen Spähtrupps aufeinander, und es kam zu kleineren Scharmützeln, bei denen es Tote und auch Gefangene auf beiden Seiten gab. Am 29. November arrangierten Deutsche und Amerikaner einen kurzzeitigen Waffenstillstand, um gegenseitig Gefangene auszutauschen.
Unter dem Festungskommandanten Generalleutnant Hans Junck hielt die 265. Infanterie-Division Saint-Nazaire bis zur deutschen Kapitulation am 8. Mai 1945, da sie von See her über Spanien und Deutschland mittels U-Booten versorgt werden konnte.

### Schlacht um Brest (7. August bis 20. September)

#### Vormarsch der 6th Armored Division

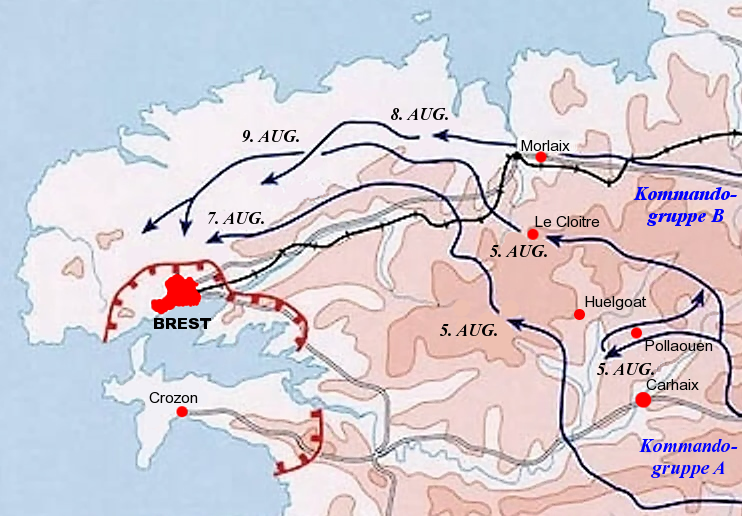
Der Vormarsch nach Brest

Auf zwei unterschiedlichen Wegen bewegte sich die 6th Armored Division unter Major General Robert W. Grow auf Brest zu. Eine Route führte im Norden an der Küste entlang, die andere durch das Innere der Bretagne. Durch das Nadelöhr bei Pontaubault behindert, konnten die Panzer am 2. August nicht die Spitze der vorrückenden Truppen übernehmen. Es gelang ihnen aber im Verlauf des Tages, schnell aufzuholen und den Flankenschutz sicherzustellen. Am nächsten Morgen erreichte das Combat Command B, das aus den Kampftruppen des 38th Infantry Regiment der 2nd US-Infantry Division bestand, Dinan südlich von Saint-Malo. Der deutsche Widerstand dort führte zu einer Umgehung des Ortes. Combat Command A im Landesinneren, bestehend aus Aufklärungseinheiten, Jagdpanzern, Pionieren und Infanterie, stieß auf keine nennenswerte Gegenwehr. Beide Gruppen rasteten nur kurz in den Nächten, um aufzutanken. Die Reserveeinheit wechselte von der Nord- auf die Südroute. Gruppen des französischen Widerstands schlossen sich den schnell nach Westen vorrückenden Amerikanern an und leiteten sie an kleineren deutschen Widerstandsnestern in umliegenden Dörfern vorbei. So umgingen die Amerikaner dank der Informationen des FFI am 5. August das Städtchen Carhaix, in dem sich etwa 2000 Soldaten der deutschen 2. Fallschirmjäger-Division auf die Verteidigung vorbereitet hatten. Bei Poullaouen kam es zu einer rund zweistündigen Schießerei zwischen den Deutschen und Amerikanern, in deren Verlauf die Deutschen nach Huelgoat zurückgeworfen werden konnten. Auch bei Le Cloître verteidigten die Deutschen das Städtchen mittels Mörsern und Maschinengewehren. Da die Dunkelheit hereinbrach, wurde der Angriff auf Le Cloître auf den nächsten Tag verlegt. Am 6. August wurde der deutsche Widerstand schnell gebrochen und das Städtchen eingenommen.
Der Soldat Bob Sales aus der 29th US-Infantry Division beschrieb das Geschehen wie folgt:

“When St-Lô fell we were given a short rest. Then the 2nd, 8th and 19th Divisions were sent to swing down to the Brittany peninsula. This was slow fighting all the way to Brest and Brest was at the far end of that peninsula and it took us a long time to clear it. Brest was a submarine base but the Americans wanted Brest its port but Hitler had taken the troops there to fight to the death and it took us a month or so to take Brest.”

#### Die deutschen Verteidiger

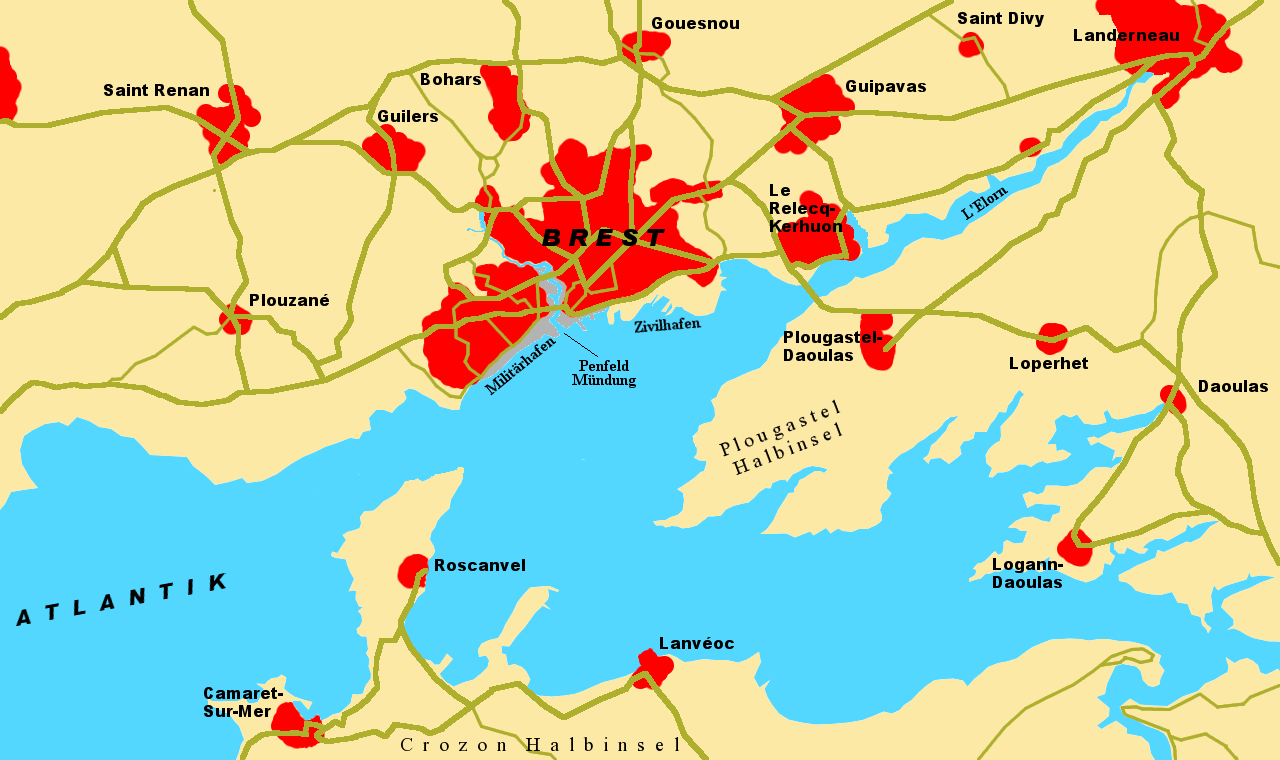
Die Umgebung von Brest

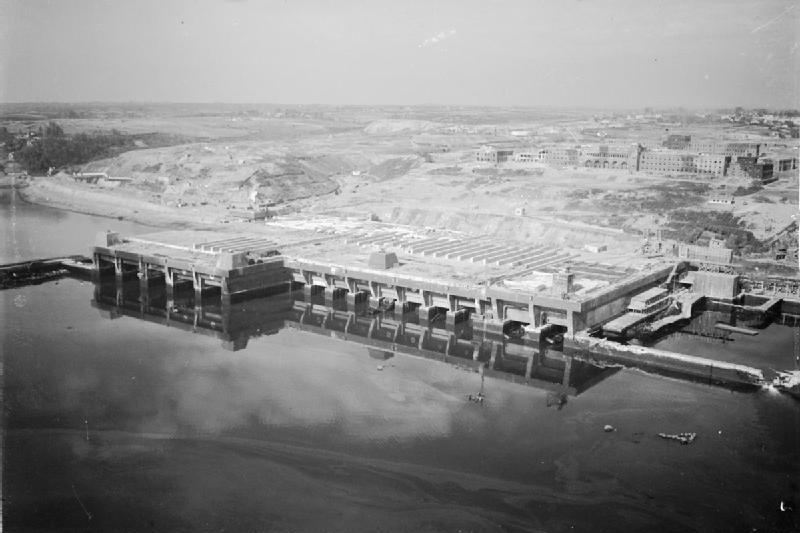
Blick von oben auf den U-Boot-Stützpunkt und die Reparaturwerft in Brest (1944)

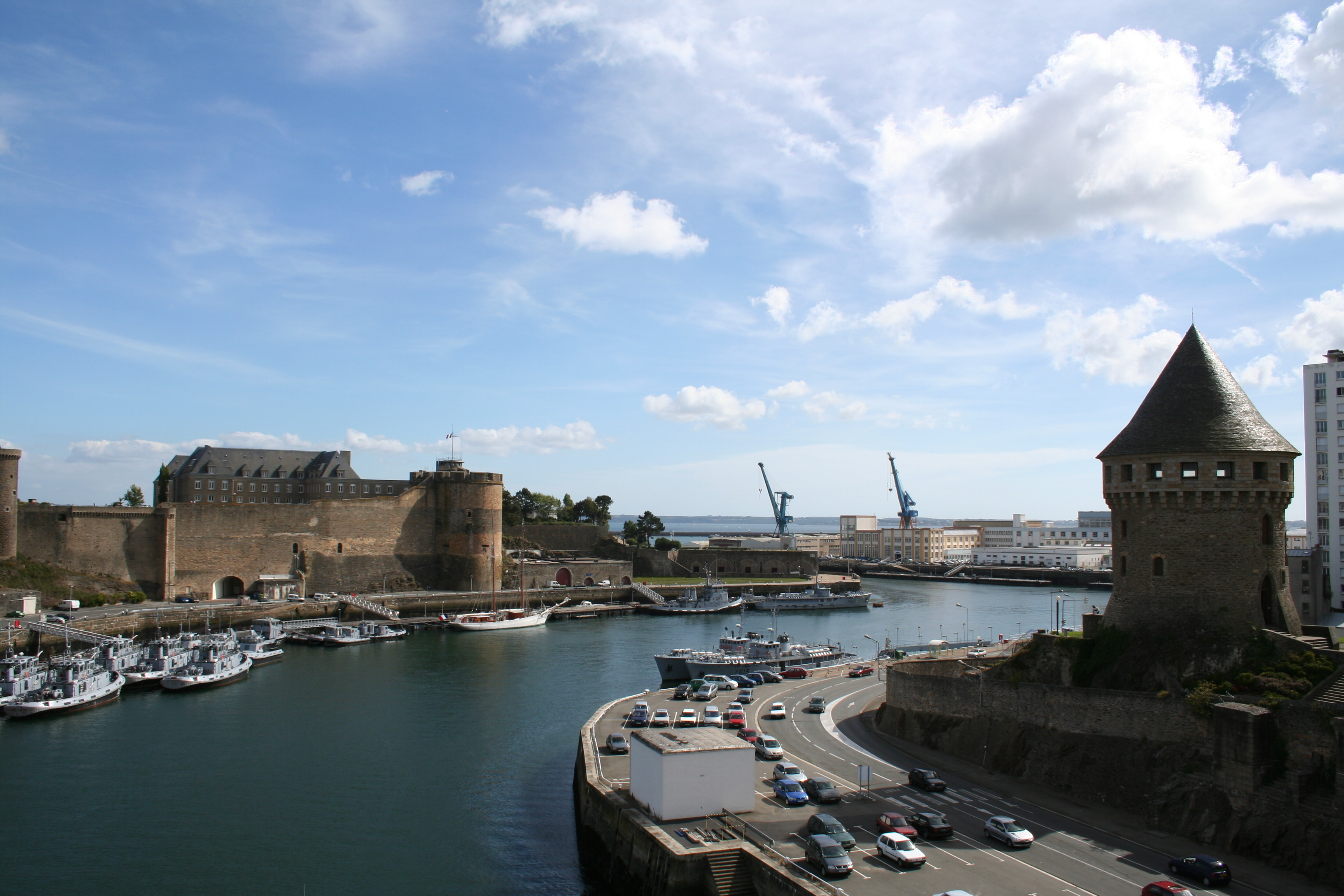
Das Chateau de Brest und der Tour Tanguy

Die für die Deutschen wichtige Hafenstadt Brest wurde von der 2. Fallschirmjäger-Division unter General Hermann-Bernhard Ramcke verteidigt. Sie war Mitte Juni (ohne das Fallschirmjäger-Regiment 6, das weiterhin in der Normandie kämpfte) in die Bretagne verlegt worden. Hitler hatte die Bretagnehäfen zu „Festungen“ erklärt; die Division hatte sich daraufhin nach Brest zurückgezogen und bereitete sich auf die Ankunft der anrückenden amerikanischen Einheiten vor. Sie wurde unterstützt durch die 343. Infanterie-Division und Teile der 266. Infanterie-Division unter Generalleutnant Erwin Rausch und Truppen des Seekommandanten Bretagne unter Konteradmiral Otto Kähler. Insgesamt befanden sich etwa 35.000 bis 40.000 Deutsche in der Stadt.
Die Stadt selbst und ihre Umgebung waren durch ein sehr umfangreiches Verteidigungssystem befestigt; dieses gehörte zum Atlantikwall. Die französischen Befestigungen waren für einen Schutz des Hafens von Land und See aus angelegt worden. Schwere Küstenbatterien standen entlang des Ufers ab Le Conquet an der Westspitze der Bretagne bis hin zur Stadt Brest. Auf den Halbinseln Crozon und Plougastel stand schwere und leichte Artillerie. Zur Landseite hin war ein äußerer Befestigungsring angelegt worden, dessen stärkste Stelle im Westteil der Stadt lag. Das Gebiet bestand wie überall in der Bretagne und Normandie aus dem typischen Bocage-Gelände mit seinen Wallhecken. Der Militärhafen innerhalb der Stadt beiderseits des Flusses Penfeld war von einer alten Festungsmauer umgeben, die etwa 9 Meter hoch und 4,5 Meter breit war.

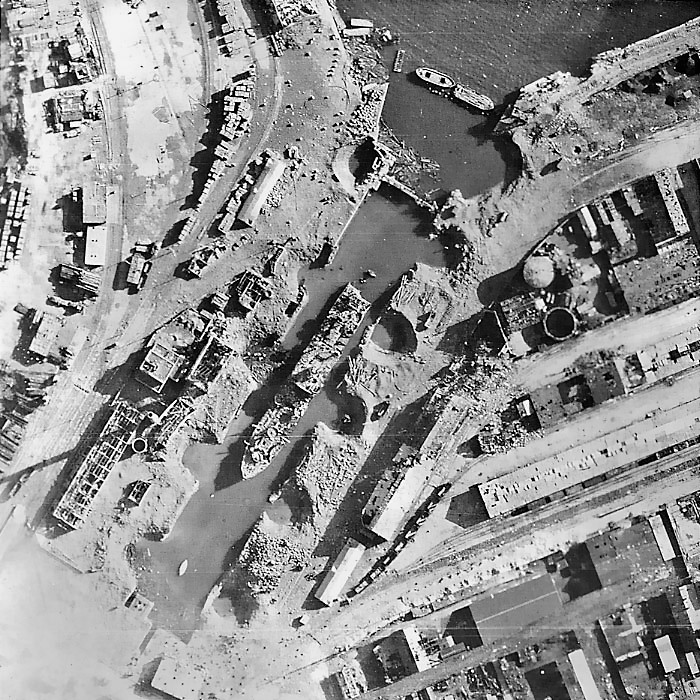
Teil des Hafens von Brest nach den Bombardierungen der RAF

Während der deutschen Besatzungszeit waren die Befestigungen der Stadt noch weiter ausgebaut worden. Dazu gehörten Kasematten, Unterstände, Panzergräben, Straßenbarrikaden und weiträumige Minenfelder. Dazu kamen Artilleriegeschütze neuester Technik, die auf den alten Stadtmauern aufgestellt worden waren. Ebenso waren die alten französischen Schutzsysteme für den Hafen modernisiert worden. Im Besonderen konnten die Geschütze auf den Halbinseln Crozon und Plougastel nun nicht nur die Hafeneinfahrt erreichen, sondern auch Unterstützungsfeuer für die Verteidigung auf der Inlandseite liefern. Das Kaliber der schweren Batterien variierte bis zu 28 cm. Da die Marinebasis und besonders die U-Boot-Bunker eine große Rolle in der Atlantikschlacht spielten, war Brest ein bevorzugtes Ziel für alliierte Bomberverbände und wurde deutscherseits mit vielen Flugabwehrgeschützen geschützt. Einen möglichen Bodenkampf einkalkulierend, wurden bei der Positionierung dieser Flak-Geschütze solche Standorte gewählt, die auch ein späteres Einwirken auf feindliche Infanterie- und Panzerverbände möglich machen sollte. Zugute kam den deutschen Verteidigern dabei die Tatsache, dass sich deutsche Flakgeschütze (hier insbesondere die 8,8-cm-Geschütze) aufgrund ihrer Zielvorrichtung und hohen Mündungsgeschwindigkeit gut zur Panzerbekämpfung eigneten. Britische Lancaster-Bomber (Royal Air Force, No. 617 Squadron) warfen am 5. August 6000-Kilogramm-Bomben, genannt „Tallboy“, die gewaltige Schäden verursachten. Die U-Boot-Reparaturwerft Brest erhielt sechs Volltreffer.

#### Erste Feindkontakte
Die Combat Command B der Alliierten stieß am 7. August auf die ersten Außenposten der Brest-Verteidiger, die sie unvermittelt mit starkem Artilleriefeuer belegten. Da nur mit höherer Truppenstärke ein weiteres Vordringen möglich war, wurde beschlossen, auf die anderen Einheiten zu warten. Combat Command A wurde nicht vor dem späten Nachmittag auf der linken Flanke erwartet und die Reserve des Combat Command B nicht vor dem frühen Morgen des nächsten Tages. In einer Besprechung kamen die führenden Offiziere in der Nacht zu dem Entschluss, dass eine koordinierte Attacke der kompletten Division nötig wäre, um Brest einzunehmen. Diese musste sofort durchgeführt werden, um den Überraschungseffekt auszunutzen. Ansonsten hätten noch mehr Kräfte herangezogen werden müssen. Dazu reorganisierten sie die Angriffs- und Artilleriestellungen sowie die Reserve für den 8. August neu.
In einer später durchgeführten Lageanalyse stellte sich heraus, dass die Deutschen bei einer schnell ausgeführten Attacke aus dem Norden kaum Widerstand hätten leisten können, da sie im Nordwestbereich in Richtung des Vorortes Guipavas nur leichte Verteidigung postiert hatten. Doch das Combat Command B als erste an einem relativ stark verteidigten Bereich der Stadt eintraf, war der Überraschungseffekt verloren, und die Deutschen begannen schleunigst mit den Vorbereitungen auf einen Angriff aus dem Norden. Dazu wurden unter anderem die vorhandenen Flugabwehrgeschütze auf Bodenfeuer umgestellt. Weiterhin setzte Verstärkung von der gegenüberliegenden Crozon-Halbinsel über, so dass ein Angriffserfolg mit der Zeit immer schlechtere Aussichten auf Erfolg bekam.
Am Morgen des 8. August schickten die Amerikaner Major Ernest W. Mitchell Jr. in einem Jeep, ausgerüstet mit einer weißen Fahne, in die Festung Brest, um im Namen des Divisionskommandeurs Grow den Verteidigern ein Ultimatum zu überbringen. Darin wurden die Deutschen zur sofortigen Kapitulation aufgefordert, andernfalls sollte Brest zerstört werden. Das Ultimatum lehnten die Deutschen sofort ab.

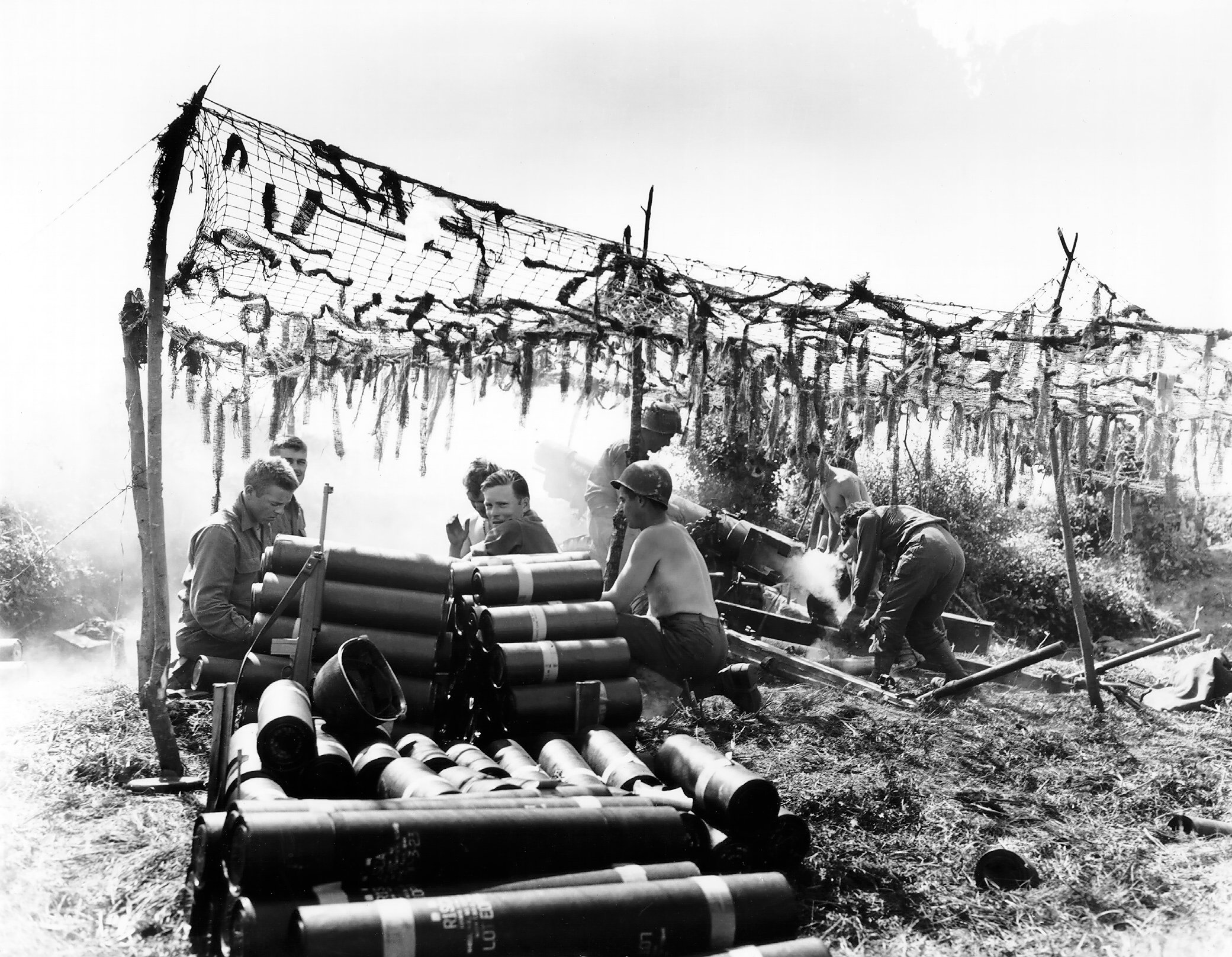
Amerikanische Artilleriestellung bei Brest

Spät am Mittag mussten die Amerikaner ihre Pläne neu überdenken, da eine beachtliche Bewegung deutscher Truppen aus Richtung Osten ausgemacht worden war. Innerhalb kurzer Zeit konnten diese als Teile der deutschen 266. Infanterie-Division ausgemacht werden, die sich von Morlaix aus über Plouvien bis an die Nachhut der Amerikaner herangearbeitet und schon begonnen hatten, die Nachschubzüge anzugreifen. In Anbetracht der Gefahr ordnete Generalmajor Grow Gegenmaßnahmen an, die zum einen den Abbruch des Brest-Angriffs beinhalteten und zum anderen ein Schwenken der Division in die Gegenrichtung bedeuteten. Gegen Mitternacht gelang die Gefangennahme des deutschen Divisionskommandeurs Generalleutnant Karl Spang, und die Stellungen der deutschen Soldaten konnten ausgemacht werden. Grow befahl den Angriff im Morgengrauen. Die hier kämpfenden Truppenteile der 266. Infanterie-Division waren am 10. August vollständig ausgeschaltet. Andere Teile der 266. Infanterie-Division kämpften noch zur selben Zeit als Flankenschutz im Süden des deutschen Angriffs auf Mortain im Rahmen des Unternehmens Lüttich. Die meisten Divisionsangehörigen der 6th US-Armored Division sammelten sich anschließend in einem Gebiet westlich von Plouvien im Norden von Brest. Nach einem Ruhetag begannen sie mit der Planung des Brest-Angriffs. Dazu wurden Artilleriestellungen ausgesucht, die eine Unterstützung der vorrückenden Soldaten bis in das Stadtinnere erlaubten, ohne dass die Stellungen gewechselt werden mussten.
Nach Angaben der amerikanischen Aufklärung lag die vorgelagerte Verteidigungslinie der Deutschen zwischen Saint-Renan, Gouesnou und Guipavas. Allerdings war deren Stärke unbekannt. In den sich dort befindlichen Stellungen, die von Minenfeldern umgeben waren und von ausgemachter Artillerie gedeckt werden konnten, vermuteten die Amerikaner 3000 Soldaten, die in der Zwischenzeit von mindestens einem Reserveregiment der deutschen 2. Fallschirmjäger-Division verstärkt worden waren. Hinzu kam eine ungewisse Anzahl an Marine- und Flakeinheiten.
Durch den Kampf mit der 266. Infanterie-Division waren die Deutschen in Brest zwischenzeitlich in höchste Alarmbereitschaft versetzt worden, und der Überraschungseffekt, der noch am 7. August mit einer schnellen Attacke hätte ausgenutzt werden können, war nicht mehr gegeben. Zum gegenwärtigen Zeitpunkt vermutete die amerikanische Divisionsführung etwa 20.000 deutsche Soldaten in Brest. Noch drei Tage vorher hatte sie das Hauptquartier des VIII. Corps um Verstärkung an Artillerie und Infanterie gebeten, um eine erfolgreiche Einnahme von Brest zu gewährleisten. Doch am 12. August gegen 19:00 Uhr trafen neue Befehle ein. Die Attacke auf Brest wurde zurückgestellt. Mit Ausnahme einer Kampfgruppe, die die Deutschen vor Brest kontrollieren sollte, wurde die 6th US-Armored Division nach Lorient beordert, um dort die 4th US-Armored Division zu entsetzen. Das VIII. Corps begann anschließend mit der Entsendung von drei Infanteriedivisionen, um die Festung Brest zu erobern. Dies waren die 2nd, 8th und 29th US-Infantry Division.

#### Beginn der Schlacht

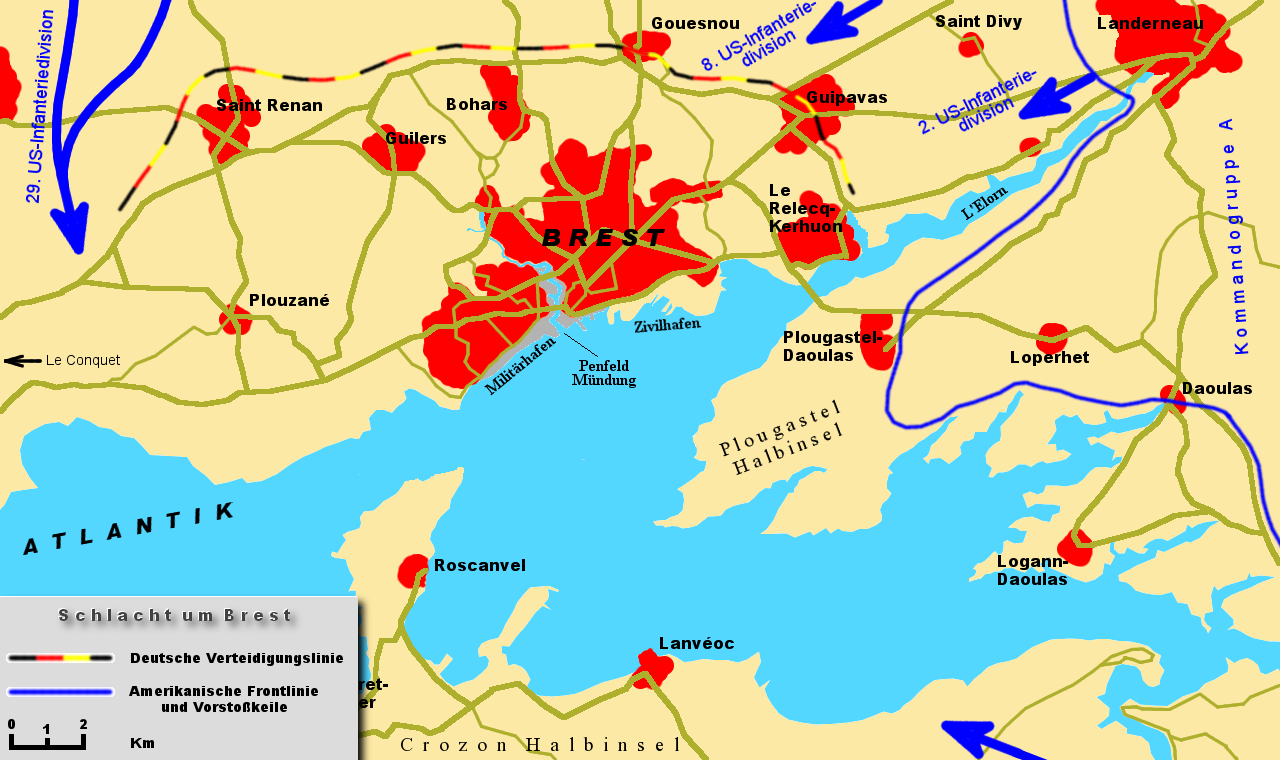
Situation beim ersten US-Angriff am 25./26. August 1944

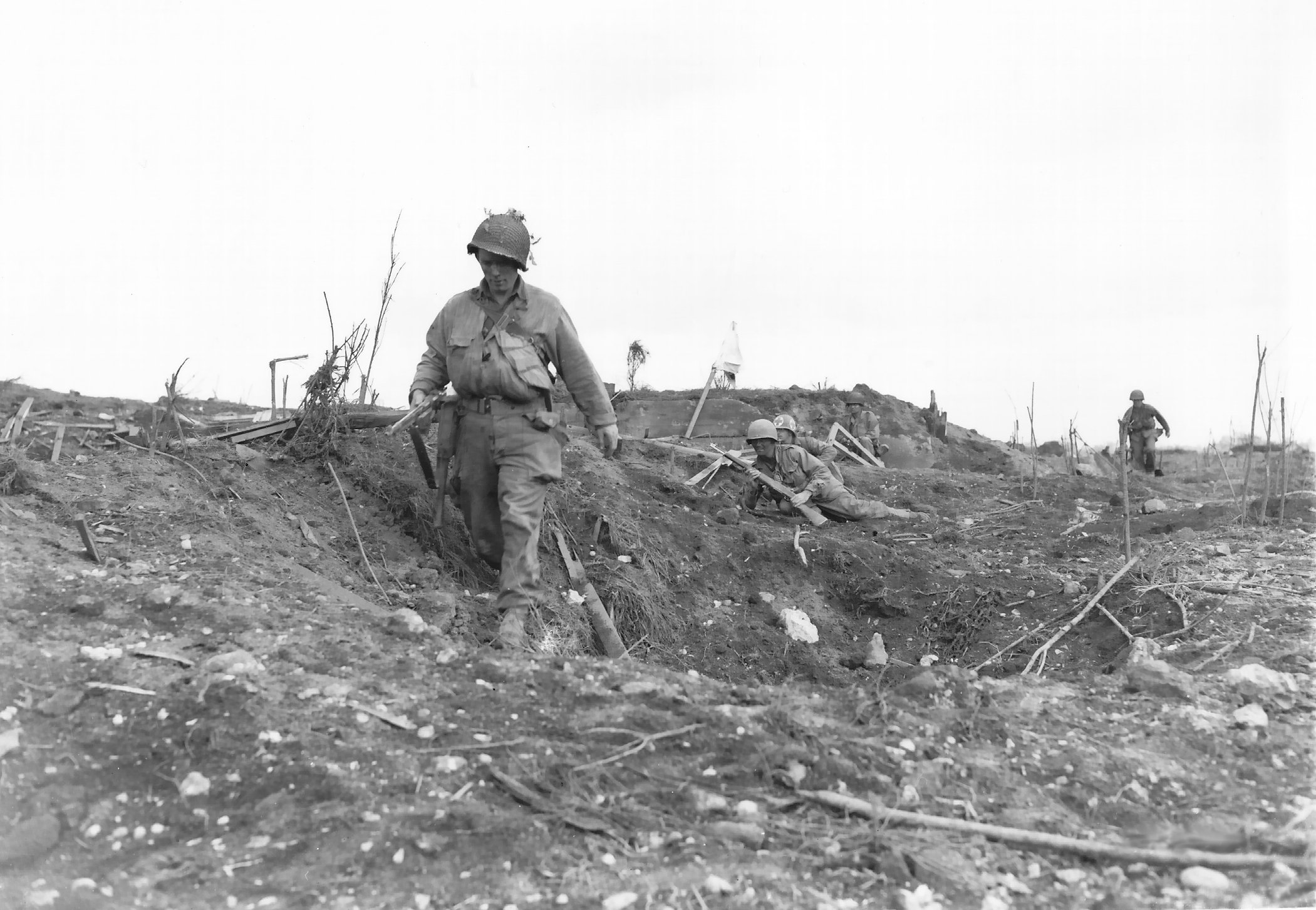
Soldaten der 2. US-Infanteriedivisionen in den Außenbezirken von Brest. Dort verloren viele Amerikaner durch herumfliegende Trümmerteile ihr Leben, als deutsche Soldaten ihre Betonunterstände in die Luft sprengten, um deren Einnahme zu verhindern.

Die neuen alliierten Infanteriedivisionen teilten sich wiederum in ein Combat Command A, die vor den beiden Halbinseln Plougastel und Crozon patrouillierte, und ein Combat Command  B, die den Hauptstoß über die Plougastel-Halbinsel führen und gleichzeitig in Brest einrücken sollte. Der Vorstoß auf die Plougastel-Halbinsel begann am 21. August. Nachdem es der B-Gruppe am 23. August gelungen war, den Hügel 154 am südöstlichen Ende der Erhebung auf der Halbinsel einzunehmen, konnten Beobachtungsposten eingerichtet werden, die von dort Brest und die Nordseite der Crozon-Halbinsel erkundeten. Da die Deutschen diese herausragende Stellung verloren hatten, entbrannte um den Rest der Halbinsel ein verbissener Kampf, der erst am 30. August mit der Einnahme der Plougastel-Halbinsel endete.
Der Hauptangriff auf Brest wurde am 25. August um 13:00 Uhr begonnen. Die 29th US-Infantry Division attackierte im Westen, die 8th US-Infantry Division im Nordosten und die 2nd US-Infantry Division im Osten. Bedingt durch schlechtes Wetter mussten die unterstützenden Luftangriffe der RAF durch schwere Bomber abgesagt werden, nur die leichteren Maschinen konnten einfliegen. Die Warspite beschoss die Küstenbatterien bei Le Conquet und Saint-Mathieu. Die deutsche Gegenwehr war entlang der gesamten Frontlinie sehr stark, so dass die Amerikaner während des Nachmittags nur wenig Fortschritte verzeichnen konnten. In der Nacht bombardierte die RAF die Stadt, und am nächsten Tag flog die amerikanische Air Force Einsätze mit schweren Bombern auf die Flak-Batterien der Crozon-Halbinsel und die Forts der Stadt.
Die Bodenangriffe am 26. August stießen wiederum auf hartnäckige deutsche Abwehr. Daher gelangen den Amerikanern nur kleinere Geländegewinne. Durch den Vorstoß der 29. US-Infanteriedivision am Folgetag zur Straße, die von Brest nach Le Conquet führt, war die Einkesselung von Brest vollendet und die Deutschen von den westlichen Küstenbatterien abgeschnitten.
Das fortschreitend schlechtere Wetter der nächsten Tage verhinderte weitere größere Geländegewinne der Amerikaner. Im aufkommenden Nebel konnten die Luftstreitkräfte nur selten eingesetzt werden, doch was den Vormarsch zum Ende des August tatsächlich fast zum Stehen brachte, war die Munitionsknappheit, im Besonderen bei der amerikanischen Artillerie.
Anfang September stellte sich die Lage wie folgt dar: Combat Command B, das mittlerweile auf Bataillonsstärke geschrumpft war, riegelte die Plougastel-Halbinsel ab. Eine Artilleriegruppe hatte Geschütze auf der Halbinsel postiert, von denen aus der Hafen von Brest und die Nordseite der Crozon-Halbinsel beschossen werden konnte. Combat Command A im Süden, bestehend aus einem Panzerabwehrbataillon, einer Aufklärungsgruppe und einigen Pionieren, sicherte den Zugang zur Crozon-Halbinsel. Im Westen organisierte die 29th US-Infantry Division ein Combat Command S, die den Westteil der Bretagne sichern und die dortigen Küstenbatterien attackieren und möglichst ausschalten sollte.
Am 1. September setzten die Amerikaner den Angriff auf Brest um 10:00 Uhr fort. Trotz Bombardierungen durch leichte amerikanische Bomber war die Gegenwehr der Deutschen heftig. Aus diesem Grund gelangen nur sehr wenige Geländegewinne, im Gegenteil mussten an der Front der 8th US-Infantry Division die Amerikaner etwas zurückweichen. Südwestlich von Guipavas an der Hauptstraße von Brest nach Landerneau gelang der 2nd US-Infantry Division am nächsten Tag die Einnahme des strategisch wichtigen Hügels 105, der mit deutschen Flakgeschützen besetzt war. Damit konnte der Frontverlauf im Osten rund drei Kilometer näher in Richtung Brest vorverlegt werden. Am selben Tag gelang auch noch die Einnahme des Hügels 80. Auf der Crozon-Halbinsel rückte die Einsatzgruppe A gegen nur geringen deutschen Widerstand an den ersten Septembertagen weiter vor und war schnell im Besitz der östlichen Hälfte.
Ab dem 3. September mussten die Amerikaner ihre Munitionsbestände wieder aufbessern, was bis zum 8. September andauerte. Während dieser Zeit wurde mit Unterstützung der Luftstreitkräfte, besonders der Kampfbomber, versucht, die Deutschen weiter unter Druck zu halten. Die Geländegewinne der Alliierten waren daher auch nur minimal. An der Ostflanke schob sich die Front um rund 900 Meter weiter an Brest heran, im Westen nur um etwa die Hälfte. Das nach Westen geschickte Combat Command S konnte etwa 2,7 Kilometer weit vorrücken. Auf der Crozon-Halbinsel stand das Combat Command A nun starkem deutschen Widerstand gegenüber. Die Frontlinie dort blieb relativ unbeweglich; mit Hilfe von den anderen Divisionen konnte nicht gerechnet werden.
Nach einer Änderung der Armeestrukturen im Bereich der nach Osten vorrückenden alliierten Truppen kam das VIII. Corps am 6. September zur 9th US-Army unter Lieutenant General William H. Simpson. Einen Tag später waren die Munitionsvorräte wieder so weit aufgefüllt, dass mit der Vorbereitung einer koordinierten Attacke auf Brest begonnen wurde. Weitere Schiffsladungen an Munition waren auf dem Weg.

#### Kampf in den Vororten und Außenbezirken

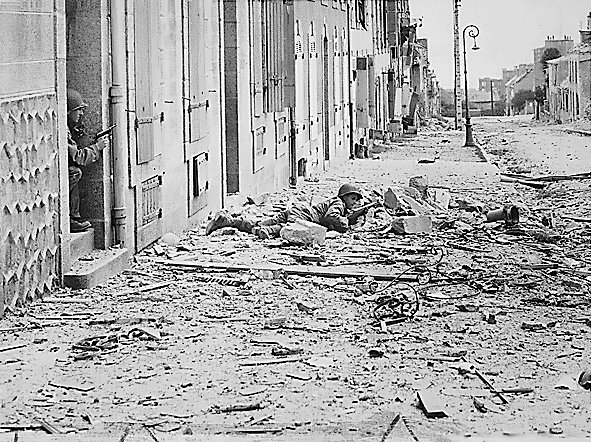
Ein amerikanischer Soldat sucht auf dem Boden hinter Schuttteilen Deckung vor deutschen Scharfschützen, Deckung gibt ihm sein Kamerad aus dem linken Hauseingang.

Der Angriff begann um 10:00 Uhr am 8. September mit guten Fortschritten in Richtung Brest von Westen her. Zwei weitere wichtige Anhöhen konnten genommen werden, und 370 Deutsche gerieten in amerikanische Gefangenschaft. Darunter waren ein Bataillonskommandeur und kommandierende Offiziere von zwei Fallschirmjäger-Kompanien. Im mittleren Sektor stieß die 8th US-Infantry Division erneut auf erheblichen deutschen Widerstand, so dass ihr Raumgewinn gegen Mittag bei nur mehr 600 Metern lag. Am Nachmittag drangen sie durch kleinere Vororte weiter vor, die in mühsamem Häuserkampf Straße für Straße genommen werden mussten. An der Westseite rückte die Front auch nur um rund 900 Meter weiter an Brest heran. Insgesamt wurden an diesem Tag 988 Deutsche gefangen genommen. In der folgenden Nacht brachten sechs Landing Ship Tank und zwei Züge die erwartete zusätzliche Munition. Erstmals konnte die vor Brest liegende amerikanische Artillerie ausreichend mit Munition versorgt werden.
Auch am nächsten Tag gelangen den Amerikanern besonders im Norden und Osten größere Geländegewinne. Gegen 17:00 Uhr erreichte die 2nd US-Infantry Division die Außenbezirke der Stadt. Langsam rückten sie, um jedes Haus kämpfend, weiter vor. Dieser nervenaufreibende Häuserkampf dauerte bis zum Einbruch der Dunkelheit an, dann waren über 1000 Deutsche gefangen genommen worden. Die 8th US-Infantry Division erreichte Lambezellec direkt nördlich von Brest und machte 185 Gefangene. Im Westen rückte das 115th Infantry Regiment der 29th US-Infantry Division gegen nur geringen deutschen Widerstand an den Penfeld vor, was sie allerdings nicht näher an die Stadt heranbrachte. Ganz im Westen nahm die Combat Command S die Artilleriebatterien bei Le Conquet und kurz darauf auch diejenigen bei Lochrist ein. Der befehlshabende deutsche Offizier ging mit mehr als 1000 Männern in amerikanische Gefangenschaft. Allerdings konnten sich im Westen noch etliche kleinere deutsche Stellungen halten, die von den US-Einheiten isoliert worden waren.

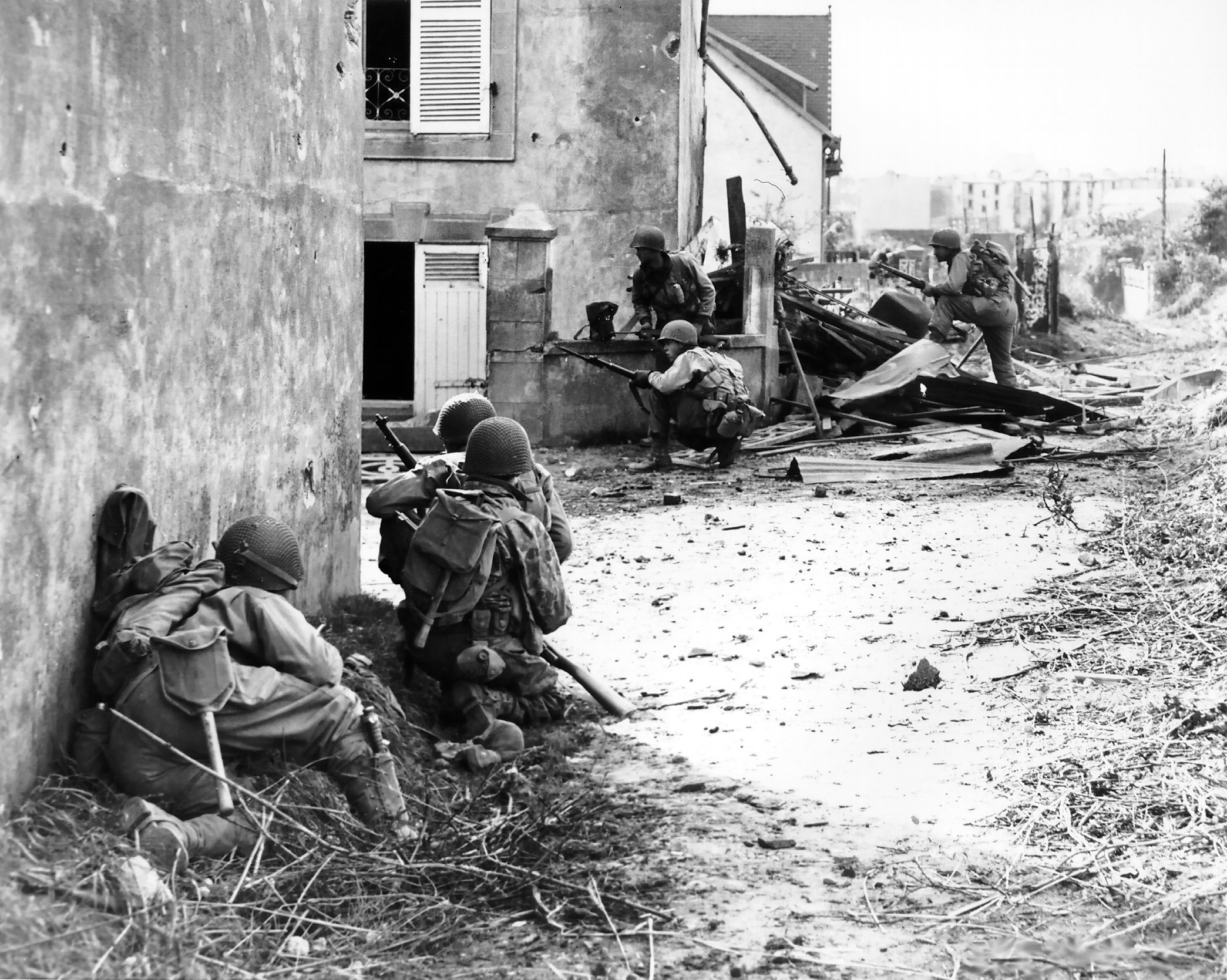
Soldaten der 2. US-Infanteriedivision rücken Haus für Haus in Richtung Brest vor.

Der Häuserkampf in Brest nahm in den nächsten Tagen an Stärke weiter zu. Die Deutschen hatten sich zur Verteidigung an gut ausgesuchten Positionen verschanzt und beschossen die einrückenden alliierten Soldaten in jeder Straße und Kreuzung mit intensivem Maschinengewehr- und Panzerabwehrfeuer. Die Amerikaner setzten ihren Vormarsch durch die Häuser fort, indem sie ein Haus sicherten und dann ein Loch in die Wand zum angrenzenden Haus sprengten. Nur in Einzelfällen betraten sie die Straße, da dies oft tödliche Folgen hatte.
Nachdem die 8th US-Infantry Division am 10. September die starke Stadtmauer am Ufer des Penfeld erreicht hatte, wurde nach heftigem Artilleriebeschuss auf dieses Hindernis ein Versuch zum Durchbruch gestartet, der aber misslang. Die Deutschen setzten verstärktes Abwehrfeuer von der Mauerkrone aus ein, und die anrückenden amerikanischen Soldaten brachen daraufhin ihre Operation ab. Der nächste Tag begann mit schwerem, direktem Artilleriefeuer auf die Stadtmauer, doch es konnten nur einige Löcher in den oberen Bereich geschossen werden, unten blieb alles intakt. Wieder war mit einem Erstürmungserfolg nicht zu rechnen.

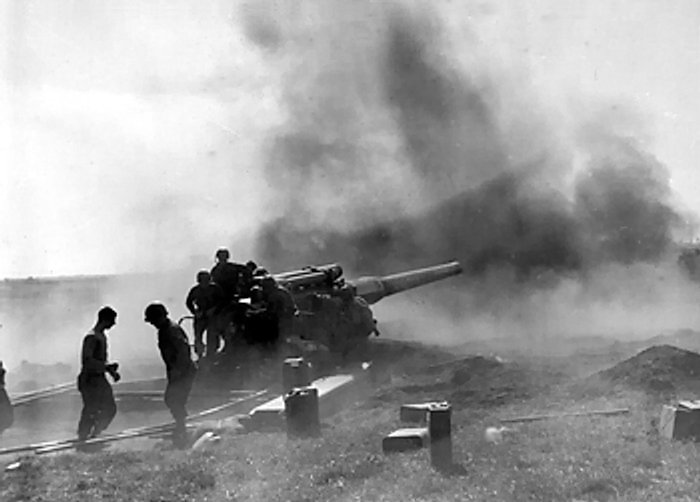
Amerikanische Artilleriestellung beim Beschuss von Brest

Während im Westen die Combat Command S die Le Conquet-Halbinsel säuberte, entschloss sich das amerikanische Oberkommando dazu, den Beschuss der Stadtmauer einzustellen und die deutschen Truppen bis zu deren Aufgabe in der alten Stadt einzuschließen. Dazu sollten intensive Artillerie- und Luftangriffe ausgeführt werden. Die 8th US-Infantry Division wurde von ihren Stellungen vor der Stadtmauer abgezogen und bekam den Befehl, die Crozon-Halbinsel einzunehmen. Andere Truppenteile wurden nach Plouvien im Norden zur Auffrischung und Erholung zurückgezogen. Die Belagerung der Nordseite von Brest lag ab sofort in den Händen der 2nd US-Infantry Division.
Am 13. September schickten die Amerikaner Colonel Reeves in die Stadt, um dem deutschen Festungskommandanten General Hermann-Bernhard Ramcke die Kapitulation aller Deutschen in Brest und der Crozon-Halbinsel nahezulegen. Die Nachricht zeigte die Zwecklosigkeit weiteren Widerstands auf und dass ein unnötiges Blutvergießen vermieden werden sollte. Doch Ramcke wies das Ansinnen der Amerikaner zurück. Am gleichen Tag nahm ein US-Bataillon im Westen einen wichtigen deutschen Stützpunkt ein, und im Osten kämpften sich die Amerikaner Haus um Haus weiter nach Brest vor. Die 8th US-Infantry Division verlegte derweil Einheiten auf die Crozon-Halbinsel.

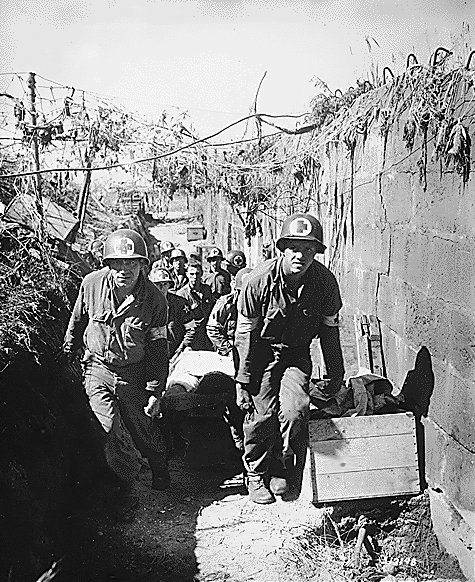
Amerikanische Sanitätseinheit beim Einsatz vor Brest

Auch in den nächsten Tagen hielten die Belagerungskämpfe unvermindert an. Ein deutscher Versuch, den wichtigen Stützpunkt im Westen zurückzuerobern, schlug fehl. Die Amerikaner setzten vier Crocodile-Panzer (→ Hobart’s Funnies) mit Flammenwerfern in ihrer Gegenattacke ein, die aber alle nach kurzer Zeit außer Gefecht gesetzt waren. Im Osten entdeckten die Amerikaner auf ihrem Vormarsch Tunnel und Unterstände mit einer großen Zahl an deutschen und einigen amerikanischen Verwundeten. Alle wurden umgehend in amerikanische Hospitäler evakuiert.
Die Einsatzgruppe A wurde unterdessen auf der Crozon-Halbinsel der 8th US-Infantry Division zugewiesen. Für den 15. September arbeitete der Führungsstab einen Plan zum Angriff auf die dortigen deutschen Artilleriestellungen aus, die unentwegt auf die linke Flanke der auf Brest vorrückenden 29. US-Infanteriedivision schossen. Nach Angriffsbeginn um 8:00 Uhr bei bewölktem Himmel und Regenschauern, die einen Einsatz der Luftstreitkräfte behinderten, leisteten die Deutschen zunächst fast keine Gegenwehr. Erst nach etwa zwei Stunden, nach Erreichen der Hauptverteidigungslinie, verstärkte sich das Feuer auf die Amerikaner. Trotz aller Bemühungen gelang es ihnen nicht, die deutsche Linie an irgendeiner Stelle zu durchdringen.
Trotz der zeitraubenden Häuserkämpfe machte die 2nd US-Infantry Division Fortschritte, die es ihnen ermöglichte, zusätzlich zur Artillerie Mörser zum Beschuss der Innenstadt einzusetzen. Im Westen hielten die Deutschen weiterhin in kleineren Stützpunkten den Amerikanern stand. Einigen amerikanischen Einheiten gelang der Einbruch in die Stadtmauer, so dass es einer Patrouille gelang, bis zum Steilufer in der Nähe der U-Boot-Bunker vorzudringen.

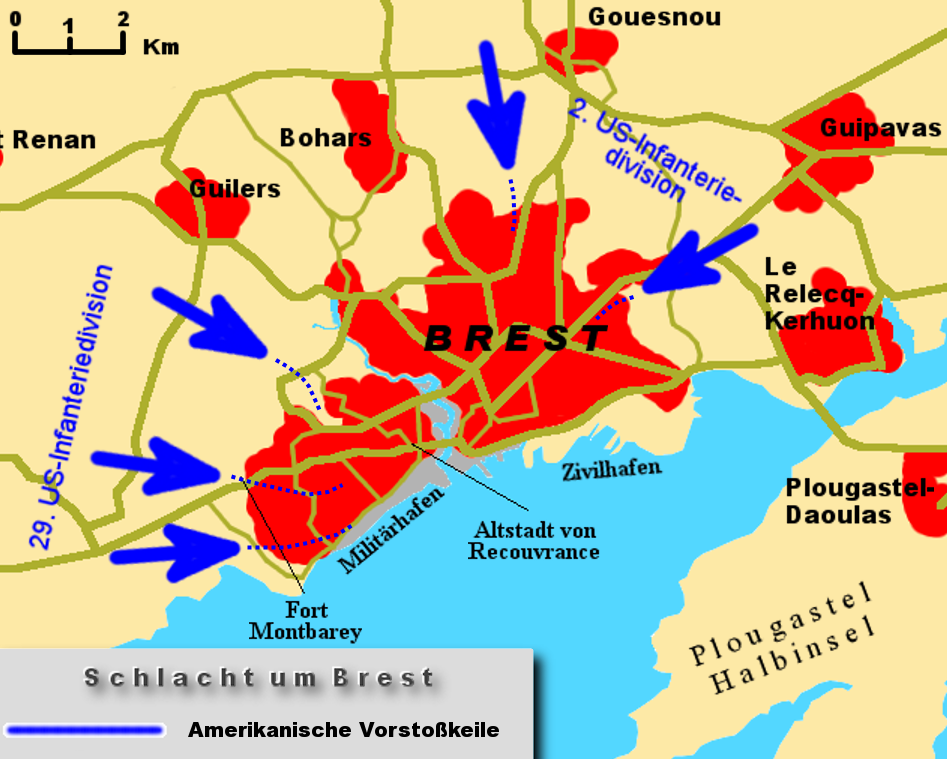
Die Situation ca. am 16. September

Mitte September machten sich die Auswirkungen des stetigen Artilleriefeuers und die Bombardierungen durch die Flugzeuge auf die Deutschen in der Stadt bemerkbar. Der Widerstand begann langsam zu erlahmen. Am 16. September drangen Truppen der 29th US-Infantry Division in die südwestlichen Stadtteile ein und richteten ihr Hauptaugenmerk auf die U-Boot-Bunker im Hafen. Der eingenommene Hügel 97 ermöglichte den Amerikanern den Einblick in den alten Stadtteil Recouvrance, direkt westlich am Ufer des Penfeld. Das seit zwei Tagen belagerte Fort Montbarey, einer der noch von den Deutschen gehaltenen Stützpunkte, gab am späten Nachmittag auf, nachdem eine Infanterieeinheit und die neuerlich eingesetzten Churchill Crocodile-Panzer mit ihren Flammenwerfern den Pionieren die Möglichkeit zum Anbringen von Sprengladungen eröffnet hatten. Damit konnte eine große Öffnung in das Fort gesprengt werden, woraufhin die Deutschen sich ergaben. Nun war der Weg in die Altstadt frei, und die ersten Kampfgruppen erreichten am Abend Recouvrance. Im Osten drangen die Truppen des 2nd US-Infantry Regiments ebenfalls weiter vor. Starker deutscher Widerstand kam speziell aus den Nestern rund um den Bahnhof.
Auf der Crozon-Halbinsel konnte die 8th US-Infantry Division nur kleinere Geländegewinne verzeichnen, da die Deutschen mit aller Macht versuchten, ihre wichtigen Artilleriestellungen dort zu verteidigen. Gegen Abend des 16. September kamen die Amerikaner auf insgesamt 1,5 gewonnene Kilometer. In der Nacht beschränkten sie sich auf das Halten der Front. Als sie am nächsten Tag den Angriff am Morgen fortsetzten, schlug ihnen kaum noch Abwehrfeuer entgegen. Die Deutschen hatten sich auf ihre weiter hinten vor Crozon liegende, nächste Verteidigungslinie zurückgezogen. Die Amerikaner rückten bis zum Mittag bis zu drei Kilometer weit vor, doch die Deutschen leisteten keinen Widerstand. Selbst als wichtige Positionen, wie der Bahnhof Guénolé und die in der Nähe liegende Höhe 96 genommen wurden, amerikanische Soldaten die Stadtteile von Crozon durchkämmten und die umliegenden Täler sicherten, bezogen die Deutschen neue Verteidigungspositionen weiter nördlich der Halbinsel. 1333 Soldaten gerieten in amerikanische Gefangenschaft.
In Brest kamen die Amerikaner am 17. September ebenfalls gut voran. Am Vormittag besetzten sie den Bahnhof, und gegen Abend war die Stadtmauer von außen komplett von amerikanischen Belagerern besetzt. Im Norden von Brest gelang es einem Bataillon des 9th US-Infantry Regiments, die Mauer zu überqueren und bis Mitternacht fast einen Kilometer in die Stadt vorzudringen. Erst zu diesem Zeitpunkt antworteten die Deutschen mit gezieltem Feuer aus gut geschützten Positionen. Im Westen rückte die 29. US-Infanteriedivision schnell weiter vor und nahm gegen Mittag eine Brücke über den Penfeld ein. Der alte Stadtteil Recouvrance befand sich am späten Abend in amerikanischer Hand. Nur um die Festung Portzic und die U-Boot-Bunker wurde bis am nächsten Morgen gekämpft. Sie fielen etwa um 8:00 Uhr am 18. September an die Amerikaner.

#### Deutsche Kapitulation
Damit war am 18. September der westlich des Penfeld gelegene Stadtbereich von Brest vollständig gesichert. Die Anzahl der deutschen Gefangenen belief sich auf 2900 Soldaten. Die restlichen deutschen Truppen im Osten von Brest unter Oberst Erich Pietzonka ergaben sich ihren Belagerern im Laufe des Tages. Ramcke selbst hatte noch vor dem Fall der Stadt zur Crozon-Halbinsel übergesetzt.

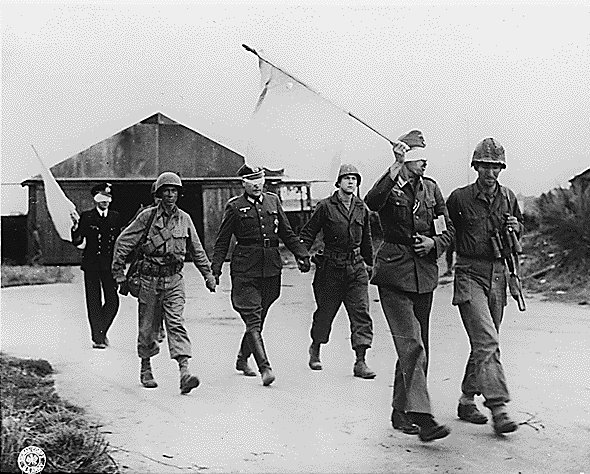
Deutsche Offiziere werden nach Verhandlungen von US-Soldaten zurückgeführt

Trotz der Kapitulation in Brest selbst ging der Kampf auf der Crozon-Halbinsel weiter. Noch in der Nacht besetzten die Amerikaner Camaret im Westteil und rückten weiter nach Norden vor. Als den Deutschen die Aussichtslosigkeit des Kampfes bewusst geworden war, kapitulierten sie am 19. September. General Hermann-Bernhard Ramcke und insgesamt 37.382 deutsche Soldaten kamen in Brest in amerikanische Gefangenschaft. Mehr als 4000 deutsche Verwundete wurden aus der Stadt gebracht. Die Zahl der Toten belief sich ohne die Verteidiger im Hafen von Brest, deren Leichen teilweise nicht mehr auffindbar waren, auf 1059 Mann.
Die Crozon-Halbinsel konnte aber erst am 20. September als gesichert erklärt werden, da sich eine kleine Widerstandsgruppe von 325 Deutschen bei Audierne hielt und erst an diesem Tag überwältigt wurde.
Während der 28-tägigen Belagerung von Brest setzten die Alliierten bei 97 Einsätzen 705 Kampfflugzeuge und Bomber über Brest ein, die 360 Tonnen Bomben abwarfen. Die Hafenanlagen waren fast vollständig unbrauchbar, da sie zum einen von den Bombardierungen mit Phosphor und Napalm stark in Mitleidenschaft gezogen und zum anderen etliche wichtige Gebäude und Anlagen zusätzlich von den Deutschen gesprengt worden waren. Dazu gehörten neben den Kaianlagen und Kränen auch die zerstörten Wellenbrecher am Marine- und Zivilhafen sowie die zahlreichen versenkten Schiffe im Fluss und den Hafenbassins. Der alte Stadtteil Recouvrance war fast völlig ausgebrannt.

### Belagerung von Lorient (7. August 1944 bis 10. Mai 1945)
Am 9. August erreichte die 4th US-Armored Division den weiträumigen deutschen Verteidigungsbereich um Lorient, das als wichtige U-Boot-Basis von einem Ring an Flakgeschützen und Artillerie umgeben war. In Saint-Gilles entbrannten heftige Kämpfe um eine Brücke, die einen der wenigen Zugänge nach Lorient bildete. Eine aus Freiwilligen bestehende weißrussische Kavalleriebrigade war von den Deutschen zur Abwehr des amerikanischen Vorstoßes in diesem Ort stationiert worden. Nach kurzer Schlachtdauer waren die Straßen im Regen blutüberströmt von den verwundeten oder toten Pferden und Soldaten. Weiter zum Dorfkern hin hatten sich Weißrussen auf den Häusern positioniert und begannen ihrerseits, die einrückenden US-Panzer zu beschießen. Den Panzern und anderen Fahrzeugen gelang nach einiger Zeit der Durchbruch zur Brücke und deren Überquerung. Bei Einbruch der Dunkelheit gelang es den Alliierten rund drei Kilometer nördlich von Lorient, bei Caudan, Artillerie in Stellung zu bringen. Nach kurzem Beschuss der gegnerischen Stellungen in Lorient überbrachten die Amerikaner den Deutschen ein Ultimatum zur Aufgabe, das aber abgelehnt wurde. Da ein weiteres Vorgehen nur mit deutlich verstärkter Artillerie möglich gewesen wäre, beschloss die Divisionsführung einen Teilrückzug bis in den Raum von Vannes, etwa 60 Kilometer südöstlich von Lorient. Nur eine kleinere Belagerungsgruppe wurde zurückgelassen.
Die Combat Command B der 6th US-Panzerdivision rückte am 14. August von Brest 180 Kilometer bis nach Vannes vor, um dort die Einheiten der 4th US-Armored Division nördlich und östlich der Stadt zu ersetzen. Auf dem Weg dorthin stießen sie auf keinerlei deutschen Widerstand. Gegen Mittag rückte ein Reservekommando auf Lorient vor, um dort die verbliebene Gruppe der 4th US-Armored Division zu unterstützen. Am Abend schlug das Kommando sein Quartier in der Umgebung von Le Faouet, rund 35 Kilometer nördlich von Lorient auf. Am 15. August war die komplette 6th US-Armored Division bei Lorient eingetroffen. Die Frontlinie umschloss die Festung Lorient und die Quiberon-Halbinsel im Osten sowie Patrouillen von Redon im Osten bis in den Bereich zur Daoulas-Halbinsel im Westen.

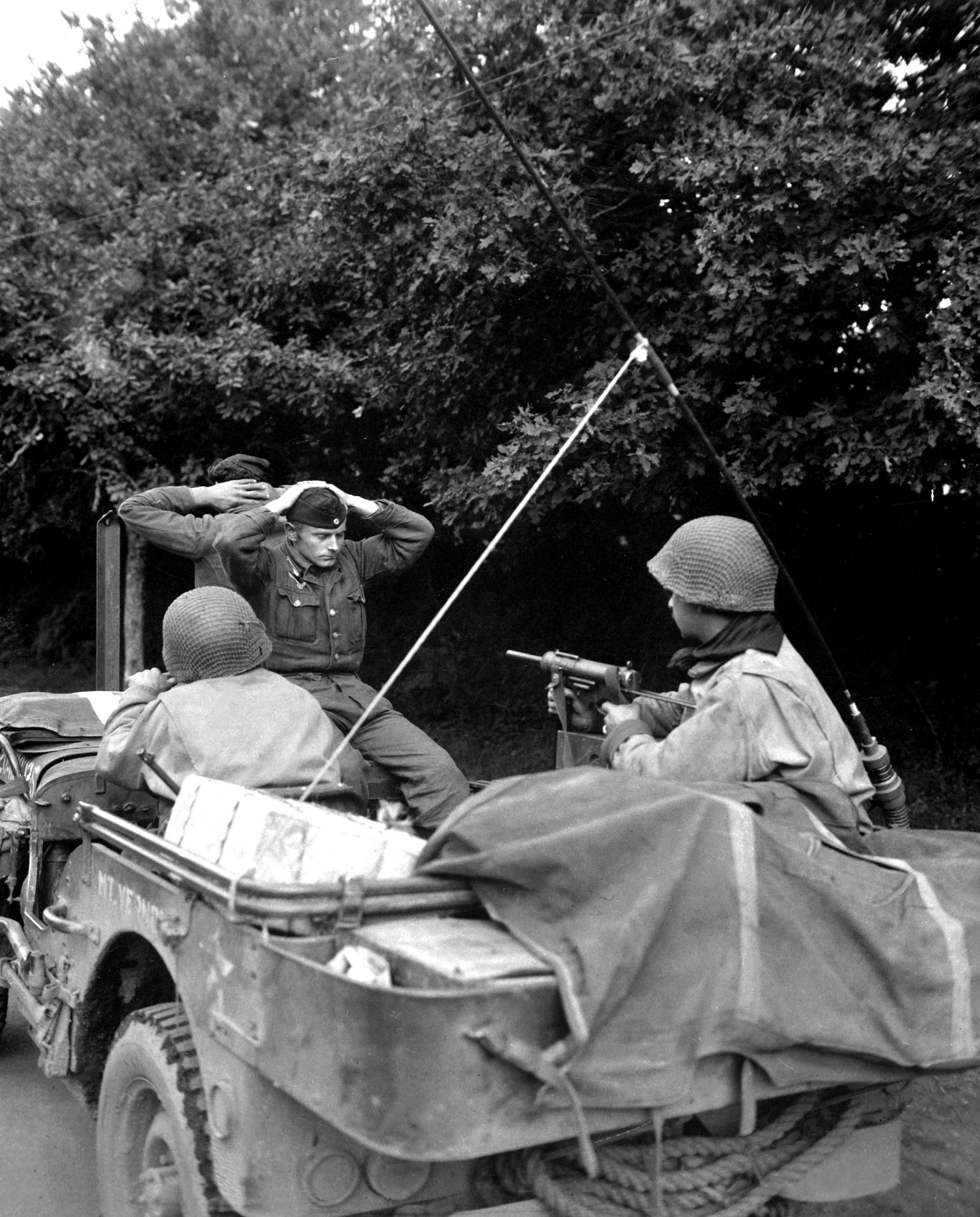
Zwei deutsche Gefangene in einem Jeep der 6. US-Panzerdivision bei Plouay, nördlich von Lorient

Nachdem Vannes eingenommen worden war und die weitere Umgebung vom französischen Widerstand kontrolliert wurde, konzentrierte sich die 6th US-Armored Division auf den Raum um Lorient. Die Stadt selbst war zu stark befestigt, als dass dort eine erfolgversprechende Attacke hätte ausgeführt werden können. Die deutschen Verteidiger, die aus Teilen des XXV. Armeekorps unter dem Oberbefehlshaber für die Bretagne, General Wilhelm Fahrmbacher, sowie aus Resten der 265. Infanterie-Division unter Generalleutnant Hans Junck, der sich in der Festung Saint-Nazaire befand, und Konteradmiral Otto Kähler, seit Februar 1944 Kommandant der Seeverteidigung der Bretagne [NB: Kähler war allerdings am 18. September 1944 in Brest in US-amerikanische Kriegsgefangenschaft geraten], bestanden, hatten im Gegenzug keinerlei Möglichkeit zu einem Gegenangriff und waren zudem durch Hitlers Anweisung gebunden, die Hafenstädte bis zuletzt zu halten. So beschränkten sich beide Seiten auf intensive Patrouillengänge und Artilleriefeuer. Die Amerikaner hatten zwölf Beobachtungsposten rund um Lorient aufgestellt, von denen aus Aufklärungseinheiten zum Auskundschaften der deutschen Artilleriestellungen vorgeschickt wurden. Zudem begannen Arbeiten zum Verminen der kompletten Frontlinie mit Sprengfallen. In einigen Fällen konnten deutsche Patrouillen gefangen genommen werden. Aber auch Amerikaner gerieten während kleinerer Scharmützel zwischen Spähtrupps in deutsche Gefangenschaft.
Die 6th US-Armored Division wurde am 10. September von der 94th US-Infantry Division abgelöst, die die Belagerung fortsetzte, und verlegte nach Osten zur 3rd US-Army. Am 17. November wurde zum Zweck des gegenseitigen Gefangenenaustauschs ein kurzer Waffenstillstand vereinbart. General Wilhelm Fahrmbacher kapitulierte am 10. Mai 1945, also erst zwei Tage nach der gesamtdeutschen Kapitulation mit 10.000 Mann gegenüber den Amerikanern.

## Folgen der Schlacht
Mit dem Vordringen des VIII. Corps der 3rd US-Army in die Bretagne wollten die Amerikaner den deutschen Besatzern die wichtigen Atlantikhäfen Saint-Malo, Brest, Lorient und Saint-Nazaire abnehmen und zur Nachschublieferung für die alliierten Truppen in Nordfrankreich nutzen. Zusätzlich wollten sie einen neuen großen amerikanischen Hafen in der Bucht von Quiberon errichten. Außerdem mussten die dort stationierten Truppen unter dem Befehlshaber der deutschen Einheiten in der Bretagne, General Wilhelm Fahrmbacher, daran gehindert werden, den Alliierten bei ihrem Vormarsch in Richtung Deutschland in den Rücken zu fallen.
Zwar konnte das Primärziel nur in Saint-Malo und Brest verwirklicht werden, da die belagerten Städte Lorient und Saint-Nazaire sich bis Kriegsende behaupten konnten, doch das Sekundärziel wurde mit der Bindung der deutschen Einheiten in den Städten erreicht. Saint-Malo und Brest spielten für die Nachschublieferungen der Alliierten in der Folge nur eine untergeordnete Rolle, und der geplante Hafen in der Bucht von Quiberon wurde nie gebaut.
Dies war nicht mehr nötig: Am 25. August 1944 kapitulierte Paris fast kampflos; dann rückten alliierte Truppen so schnell in Richtung Osten vor, dass sie am 2. September 1944 bei Mons schon eine Kesselschlacht führen konnten. Der Hafen von Antwerpen wurde ab Dezember 1944 der wohl wichtigste Nachschubhafen.
Die verheerenden Zerstörungen in den umkämpften Städten führten dazu, dass in den Nachkriegsjahren ganze Stadtteile vom Schutt befreit und in Gänze neu aufgebaut werden mussten. Brest war am stärksten zerstört; es wurde nach Plänen von Jean-Baptiste Mathon neu gestaltet. Bis 1961 war der Wiederaufbau im Wesentlichen vollendet. Brest macht heute den Eindruck einer weitgehend gesichtslosen Planstadt mit Betonbauten.
Lorient war schon 1943 bei einem Bombenangriff der alliierten Streitkräfte auf den nahegelegenen deutschen U-Boot-Hafen fast vollständig zerstört worden. Es waren aber noch einige Überreste von Jugendstil und Architektur der dreißiger Jahre erhalten geblieben, die beim Wiederaufbau nach dem Zweiten Weltkrieg berücksichtigt werden konnten. Lorient erhielt die Identität einer ville nouvelle („Neustadt“, moderne Stadt).

## Gedenkstätten
Etliche Gemeinden in der Bretagne erklärten sich bereit, auf ihren Friedhöfen amerikanische und deutsche Soldaten zu bestatten. Viele wurden auch auf den Friedhöfen in der Normandie beigesetzt. Auf einigen Dorf- und Gemeindefriedhöfen finden sich auch heute noch Gräber amerikanischer, deutscher und unbekannter Soldaten. Die Amerikaner begannen schon kurz nach den Kämpfen mit der Anlage einiger großer Soldatenfriedhöfe, die später auch zu Gedenkstätten erweitert wurden. 1953 gab es ein Übereinkommen mit Frankreich zur Gestaltung deutscher Soldatenfriedhöfe in der Bretagne durch den Volksbund Deutsche Kriegsgräberfürsorge.

### World War II Brittany American Cemetery and Memorial

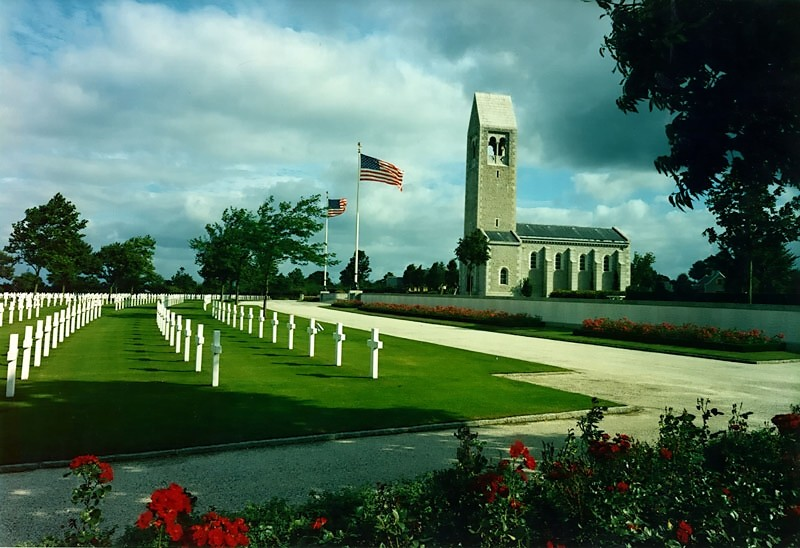
Der amerikanische Soldatenfriedhof südöstlich von Saint-James für die Gefallenen in der Bretagne

Der amerikanische Soldatenfriedhof mit seiner Gedenkstätte für die Gefallenen in der Bretagne liegt 2,4 Kilometer südöstlich von Saint-James, 19 Kilometer südlich von Avranches und 22,5 Kilometer nördlich von Fougères.
Auf dem 11,33 Hektar großen Gelände liegen 4.410 amerikanische Opfer der Schlachten um die Bretagne und der Normandie begraben. In der Umgrenzungsmauer der Terrasse des Denkmals sind die Namen von 498 Amerikanern eingraviert, deren Leichen nie gefunden wurden und die als verschollen gelten. Der Friedhof wurde am 4. August 1944 von der 3rd US-Army zur Bestattung ihrer Gefallenen eröffnet.
Das aus grauem Granit erbaute Denkmal beherbergt die Kapelle und ebenso zwei große Karten, die die amerikanischen Operationen im Gebiet beschreiben, sowie Flaggen der amerikanischen Einheiten.

### Soldatenfriedhof Ploudaniel-Lesneven
Auf dem im Herbst 1944 nordöstlich von Brest von den Amerikanern angelegten Friedhof wurden später auf Anordnung der französischen Behörden auch deutsche Soldaten zugebettet. Ab Januar 1961 erweiterte der Umbettungsdienst des Volksbund Deutsche Kriegsgräberfürsorge die Gräberstätte mit weiteren deutschen Gefallenen. Die offizielle Einweihung als Gedenkstätte fand am 7. September 1968 statt. Derzeit liegen hier 5.800 deutsche Soldaten begraben.

### Fort Montbarey
Die Festung Montbarey in Brest, erbaut unter König Ludwig XIV. und einer der starken deutschen Stützpunkte bei der Belagerung der Stadt, beherbergt heute ein Museum.
Das Fort ist ein offizielles Denkmal des Zweiten Weltkriegs. Seit 1984 ist hier eine Dauerausstellung über die Zeit des Département Finistère unter deutscher Besatzung zu sehen.

### VIII. Korps in der Bretagne
- Schlacht um die Bretagne – Kurzabriss (englisch)
- US-Truppen in Nordfrankreich (englisch)
- 4. Panzer-Division in der Bretagne (englisch)
- 6. Panzer-Division in der Bretagne (Memento vom 10. Mai 2012 im Internet Archive) (englisch)

### Saint-Malo und Dinard
- Schlacht um Saint-Malo und Dinard (englisch)
- Festung Saint-Malo Archives (englisch)

### Rennes
- Befreiung von Rennes (französisch)

### Brest
- 6. Panzer-Division in der Bretagne (Memento vom 10. Mai 2012 im Internet Archive) (englisch)
- Report des VIII. Korps (englisch)
- General der Fallschirmtruppe Hermann-Bernhard Ramcke (englisch)

### Lorient
- 4. US-Panzerdivision bei Lorient (englisch)
- 6. Panzer-Division in der Bretagne (Memento vom 10. Mai 2012 im Internet Archive) (englisch)
- Lorient im Zweiten Weltkrieg auf der Homepage der Stadt (englisch und französisch)